# Liste der Wappen in Wien
Dies ist eine Liste der Wappen in Wien.

## 1., Innere Stadt

I. Innere Stadt

## 2., Leopoldstadt

II. Leopoldstadt

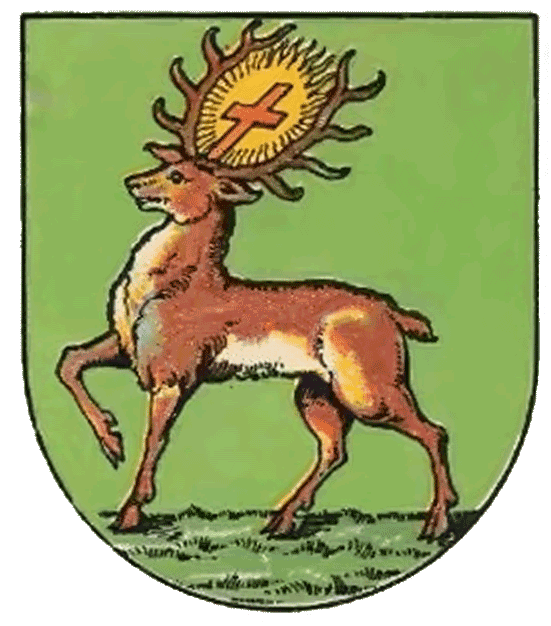
Jägerzeile
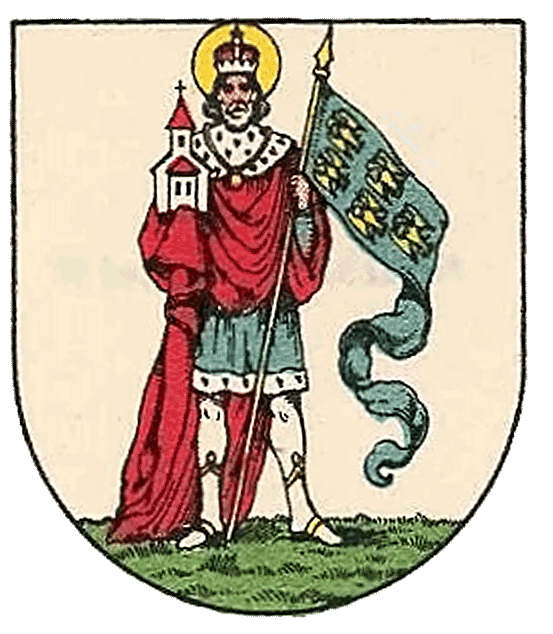
Leopoldstadt
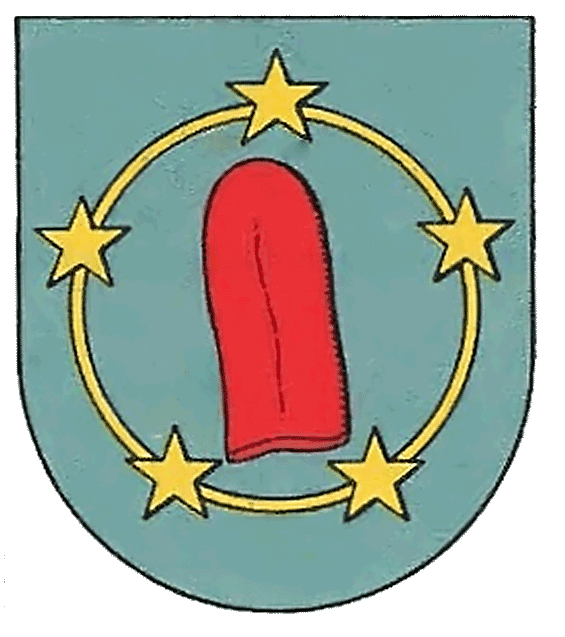
Zwischenbrücken

## 3., Landstraße

III. Landstraße

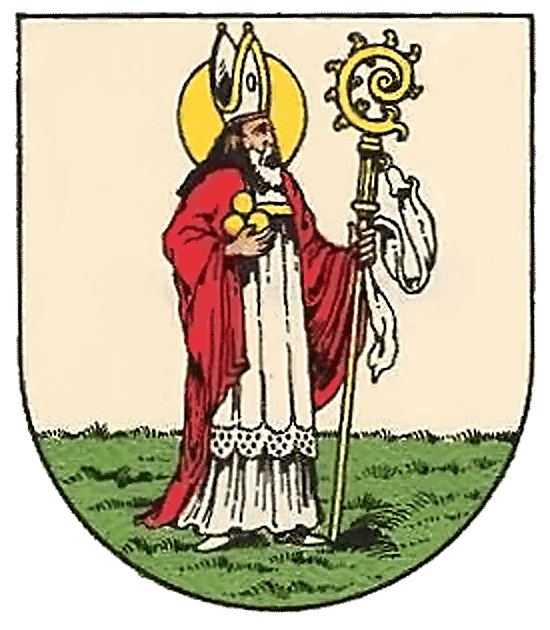
Landstraße
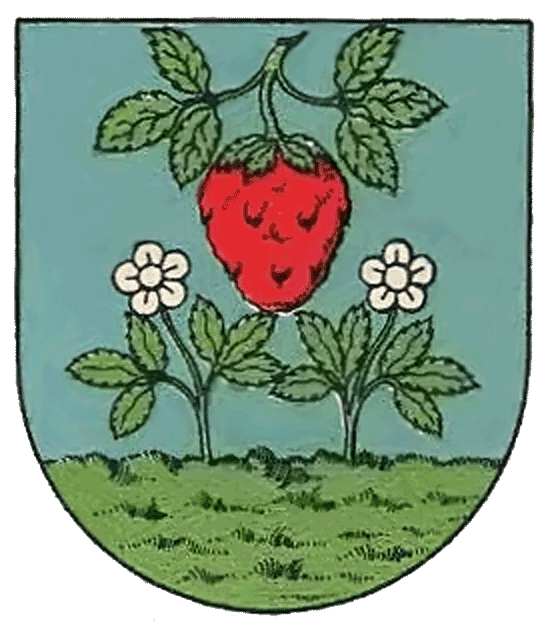
Erdberg
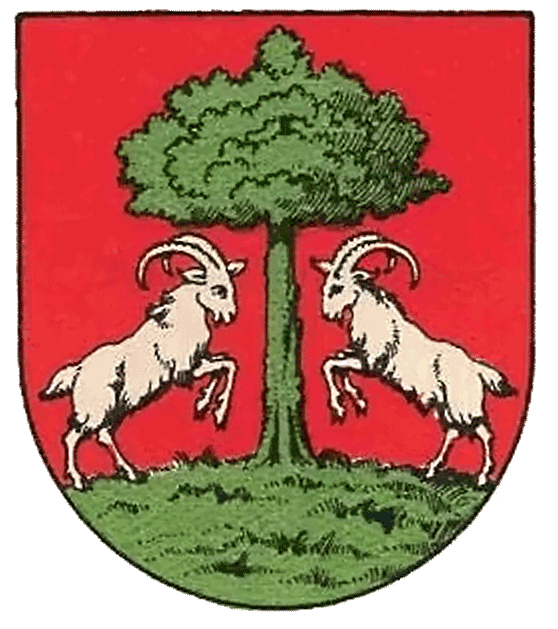
Weißgerber

## 4., Wieden

IV. Wieden

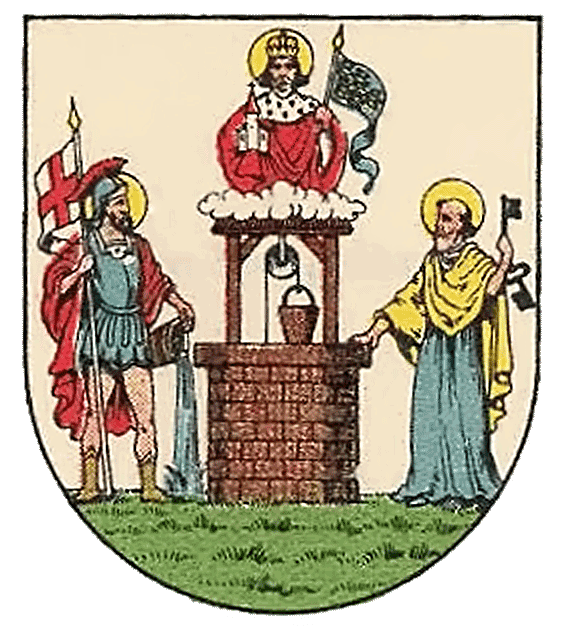
Hungelbrunn
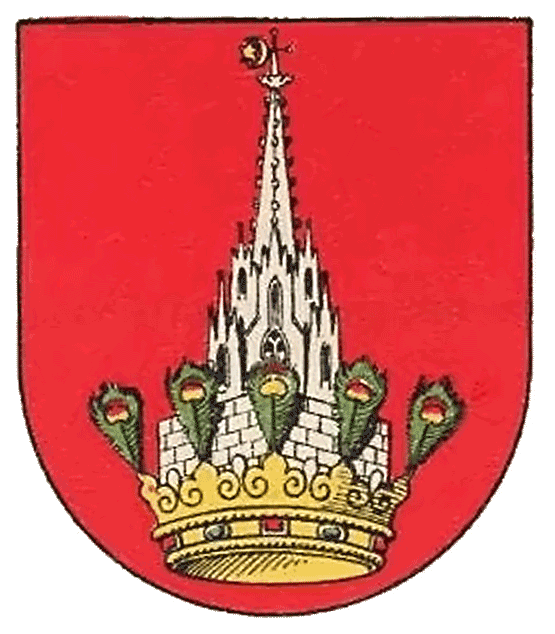
Schaumburgergrund
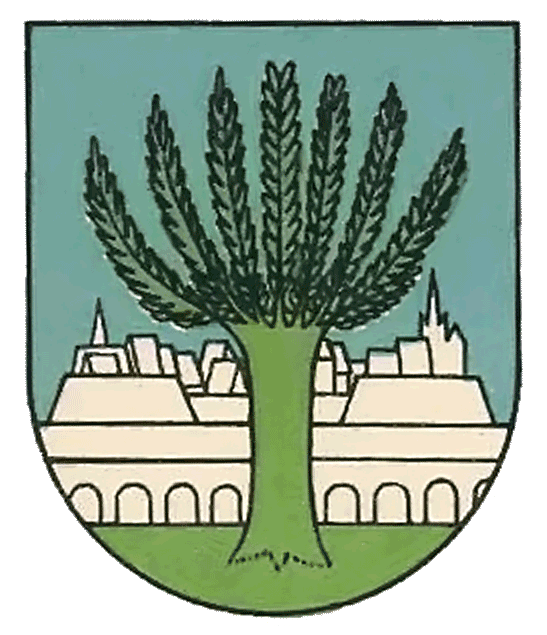
Wieden

## 5., Margareten

V. Margareten

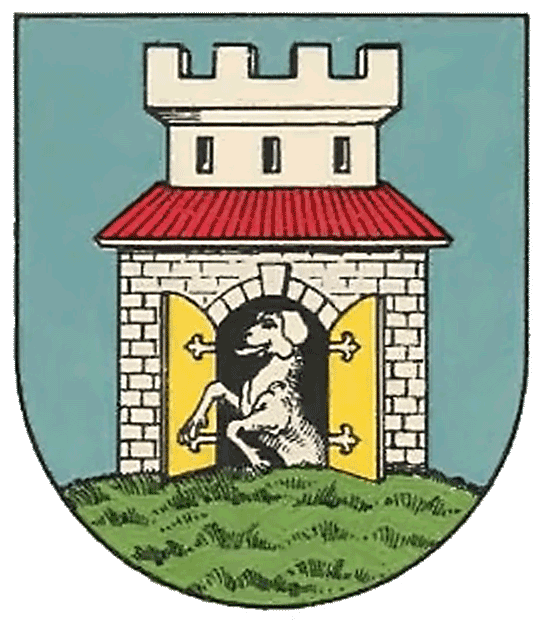
Hundsturm
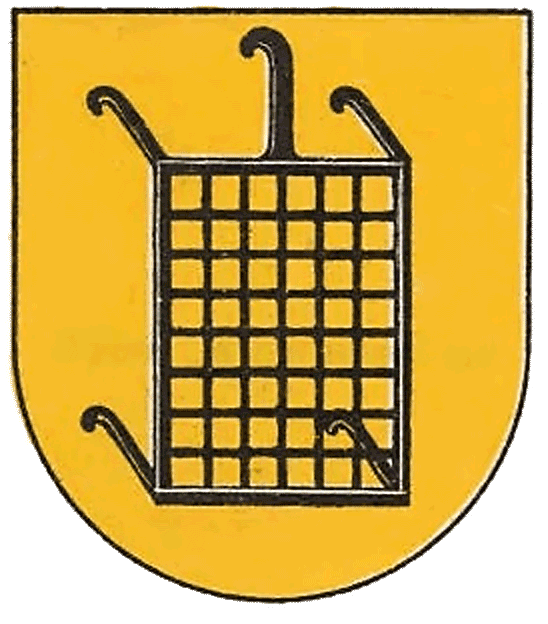
Laurenzergrund
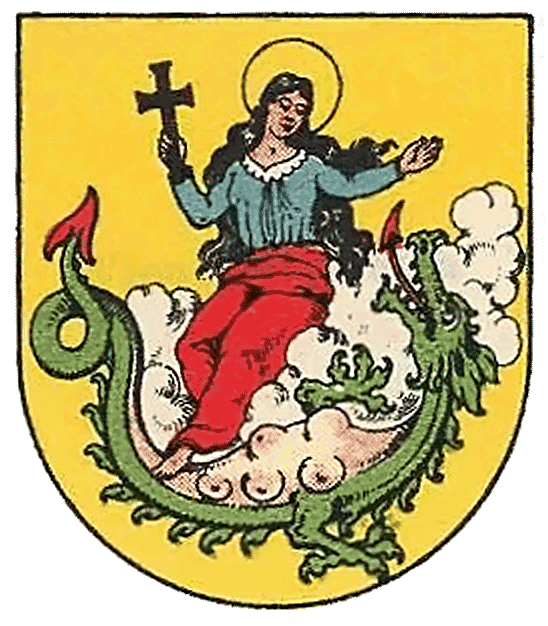
Margareten
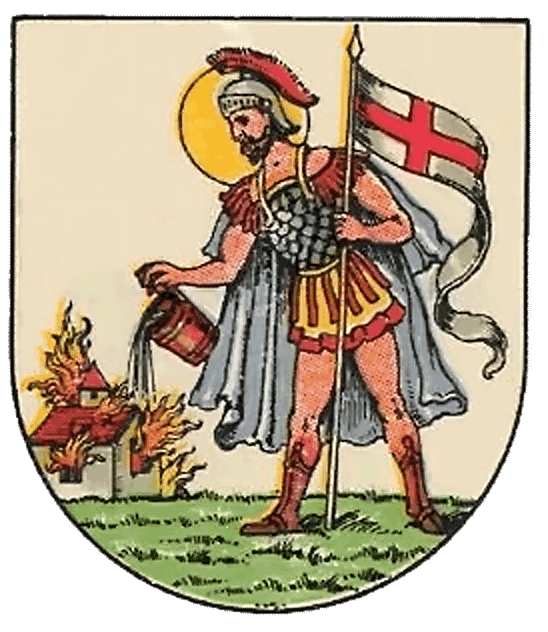
Matzleinsdorf
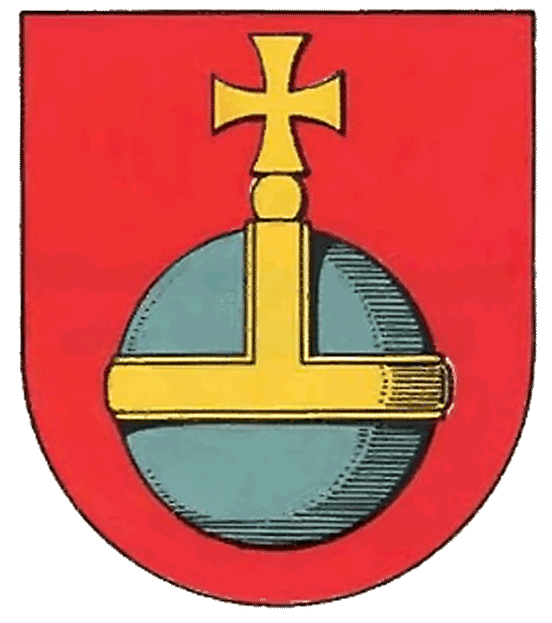
Reinprechtsdorf

## 6., Mariahilf

VI. Mariahilf

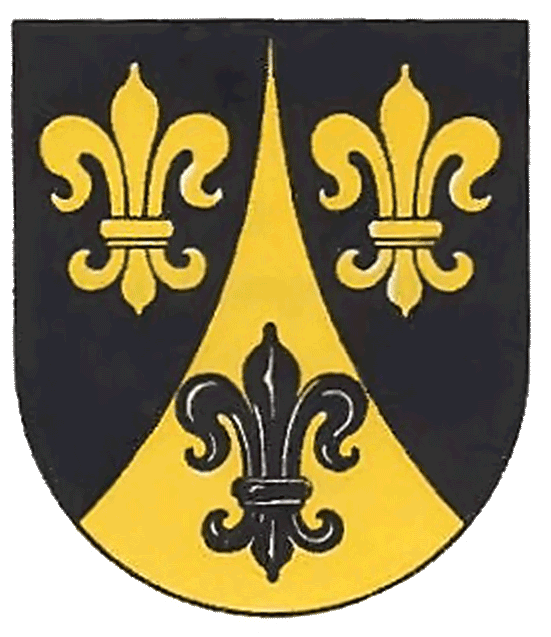
Gumpendorf
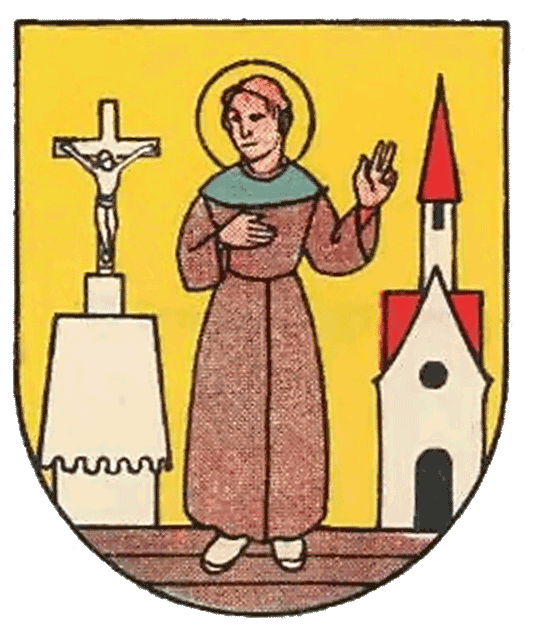
Laimgrube
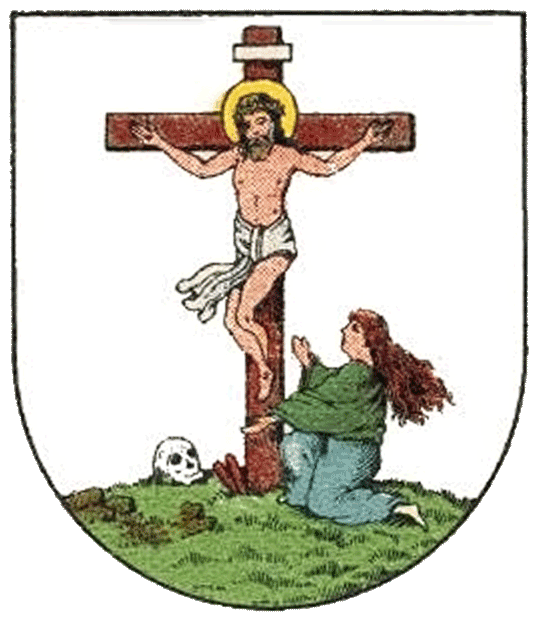
Magdalenengrund
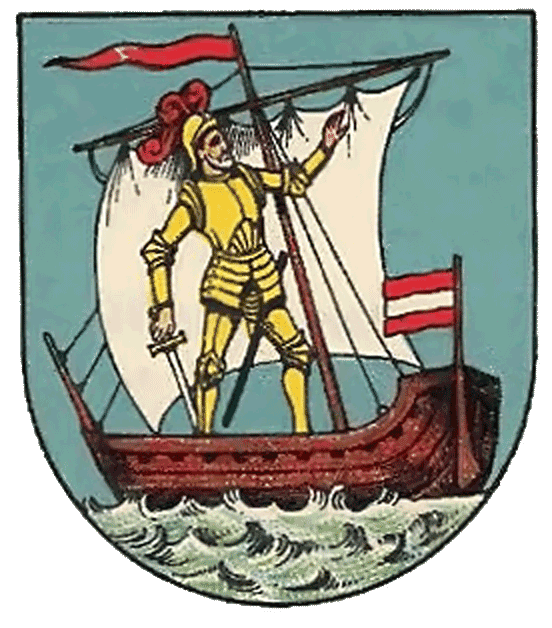
Mariahilf
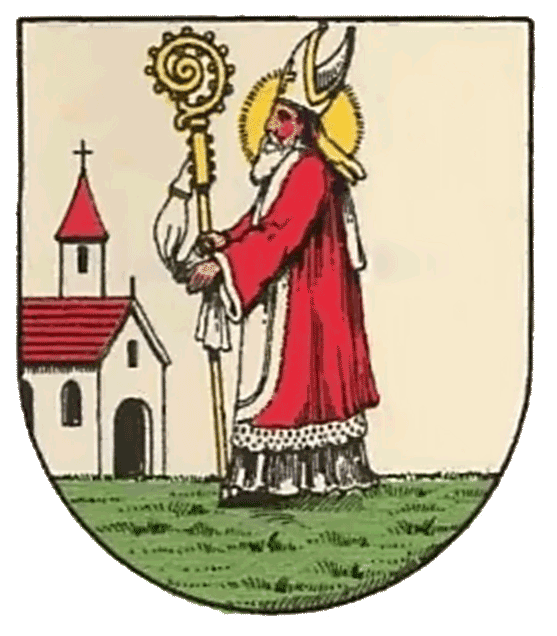
Windmühle

## 7., Neubau

VII. Neubau

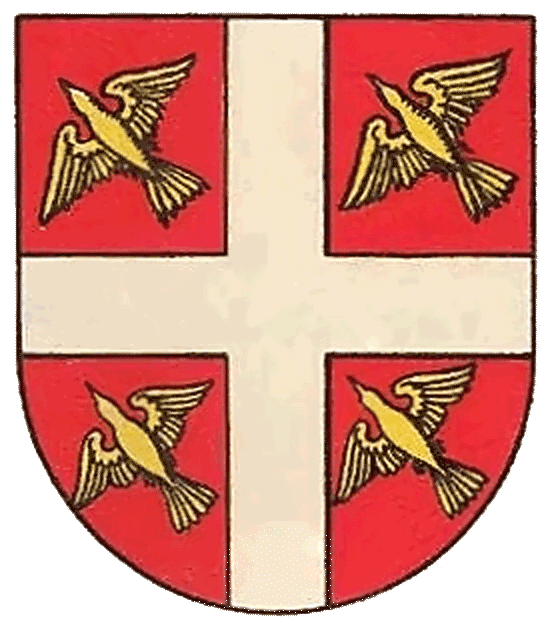
Altlerchenfeld
Neubau
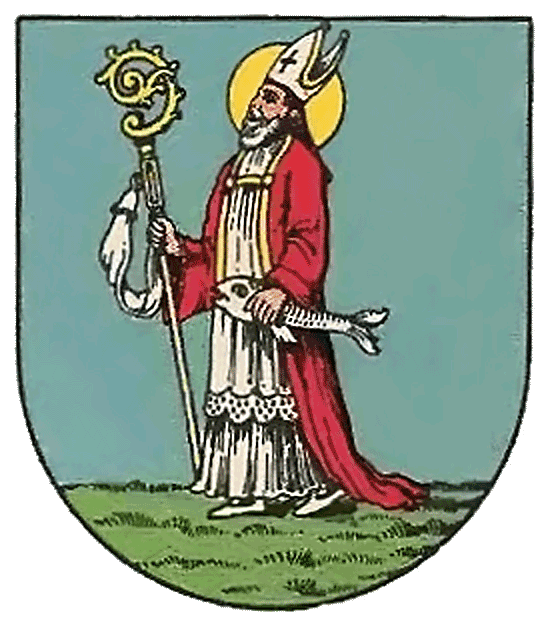
Sankt Ulrich
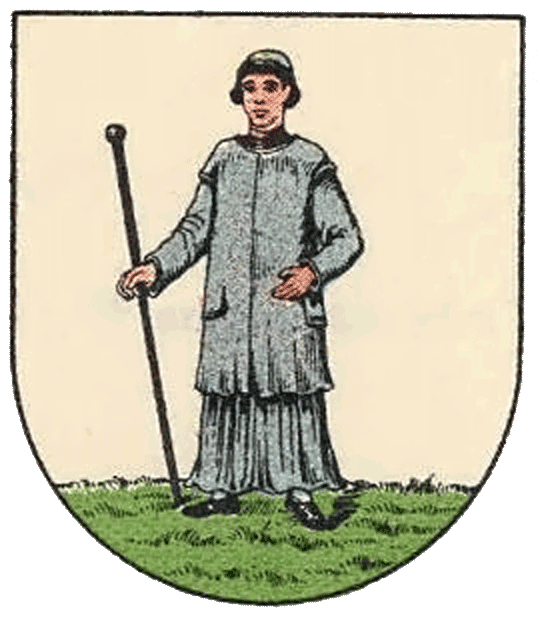
Schottenfeld
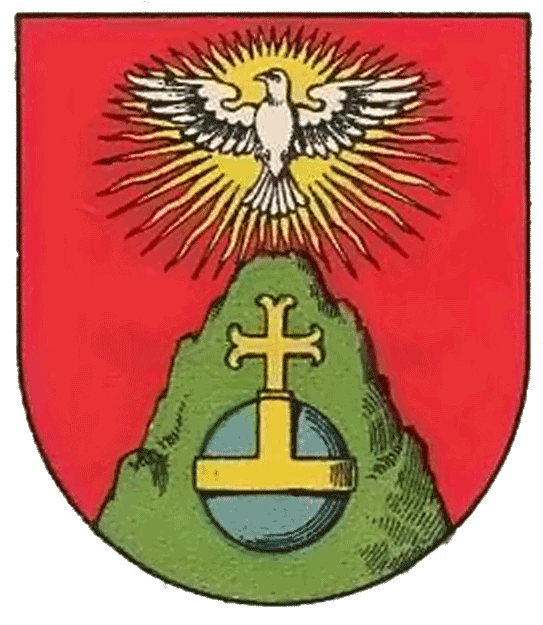
Spittelberg

## 8., Josefstadt

VIII. Josefstadt

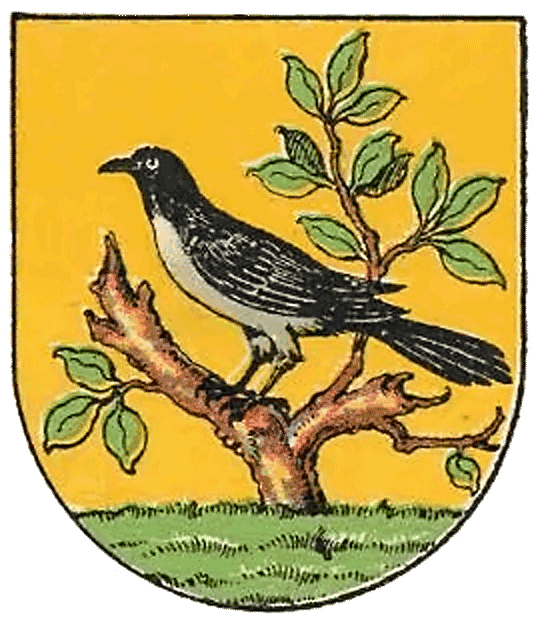
Alsergrund (Ortsteil) = Alservorstadt
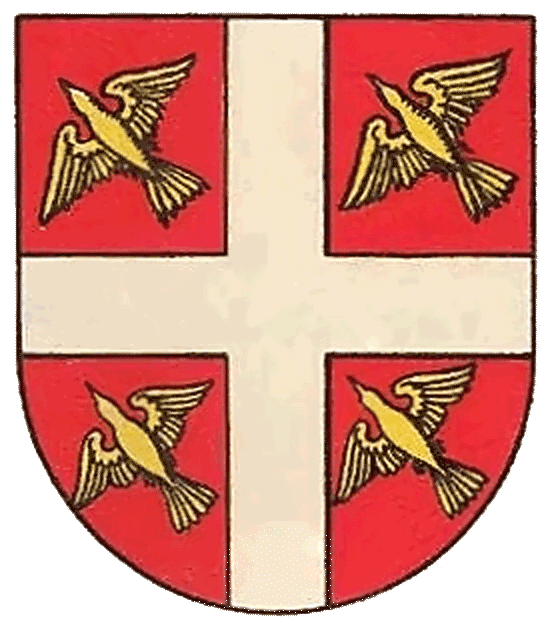
Altlerchenfeld
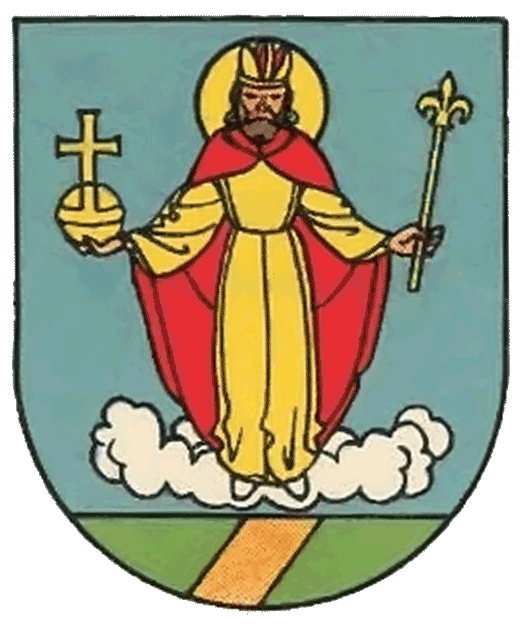
Breitenfeld
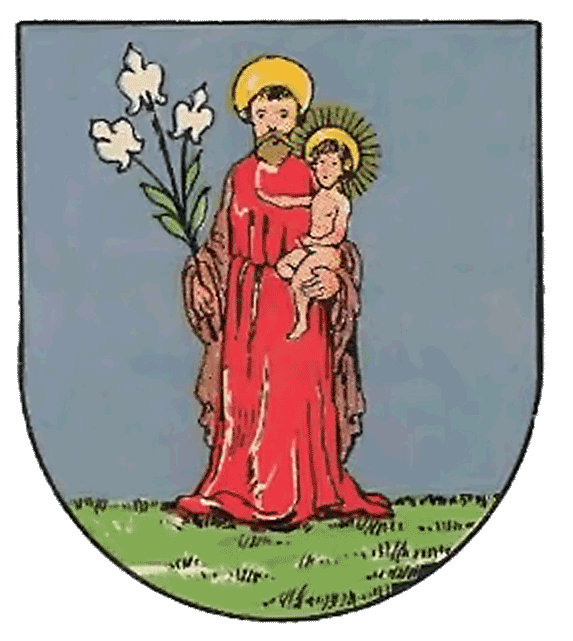
Josefstadt (Ortsteil)
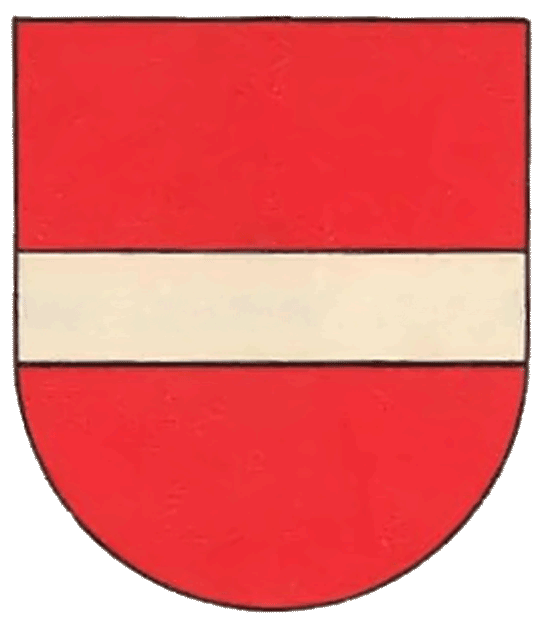
Strozzigrund

## 9., Alsergrund

IX. Alsergrund

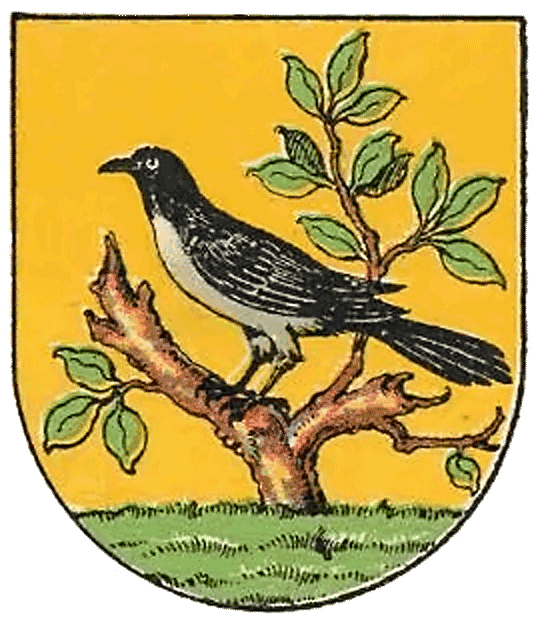
Alservorstadt
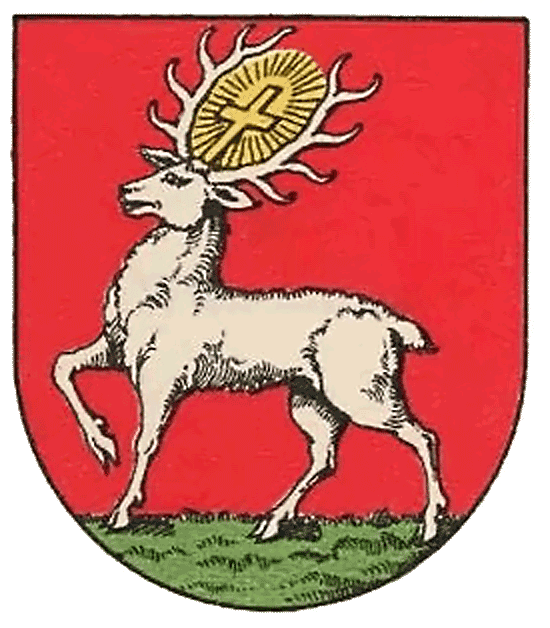
Althangrund
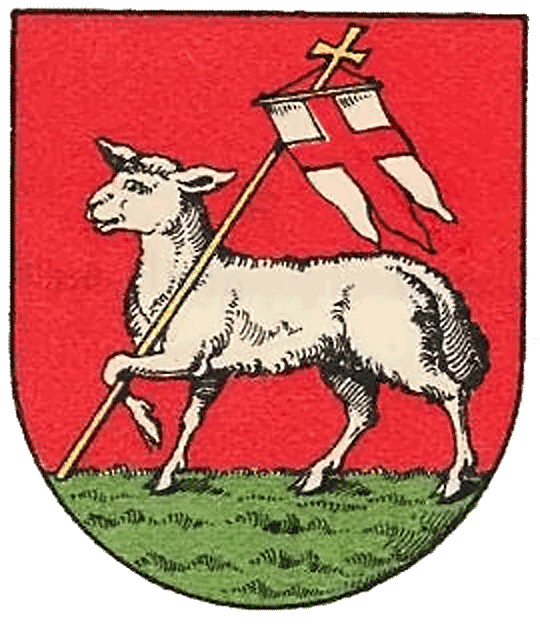
Himmelpfortgrund
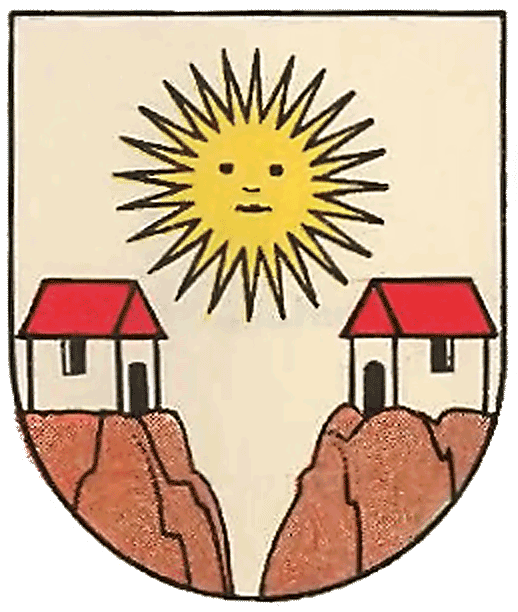
Lichtental
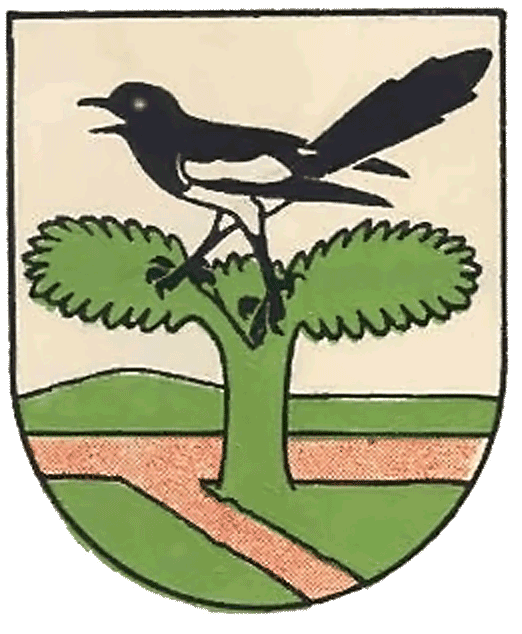
Michelbeuern
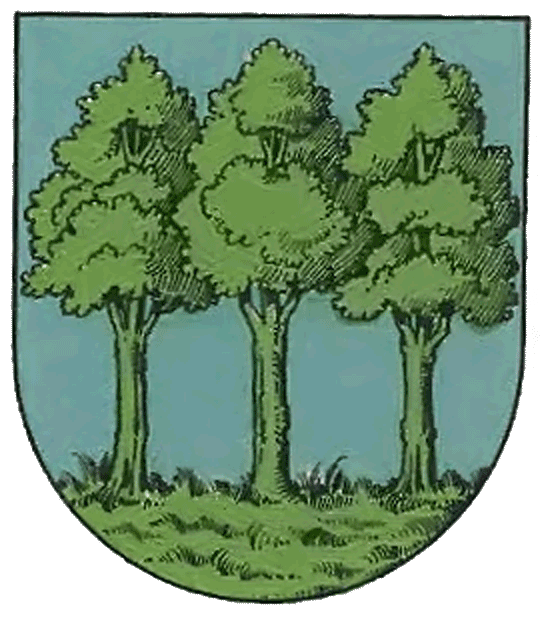
Roßau
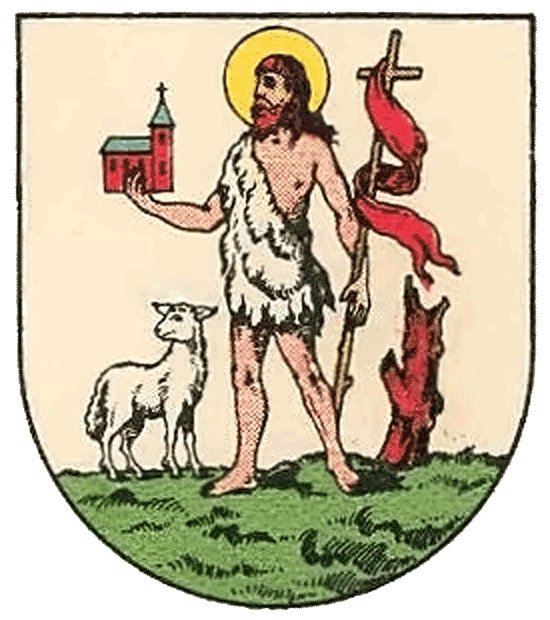
Thurygrund

## 10., Favoriten

X. Favoriten

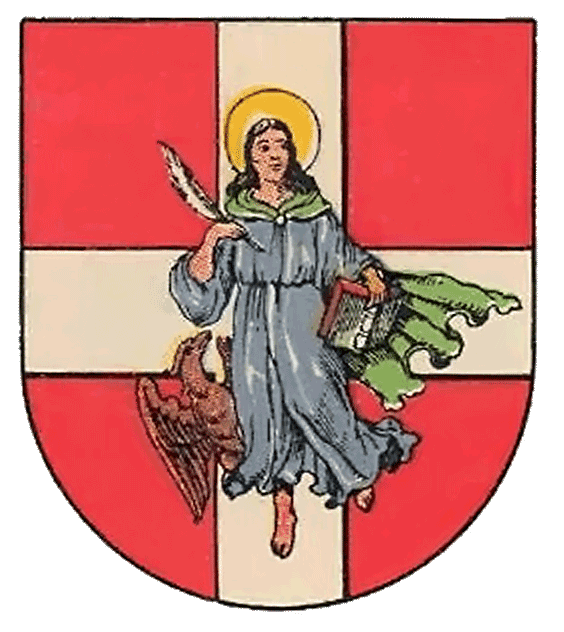
Favoriten (Ortsteil)
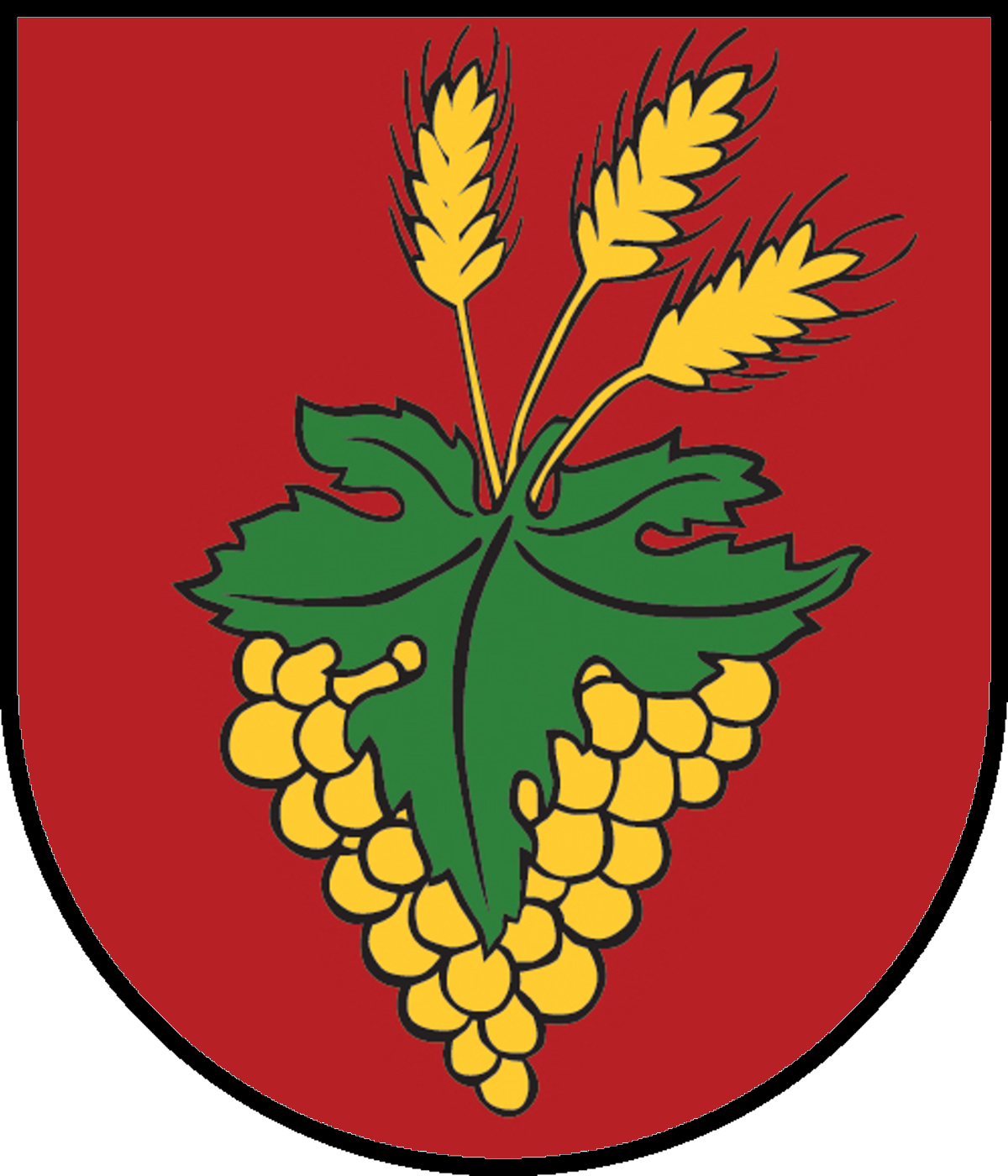
Inzersdorf-Stadt
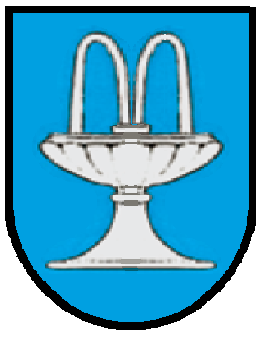
Oberlaa
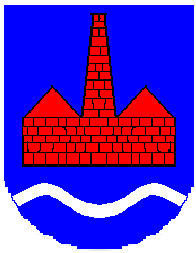
Rothneusiedl
Unterlaa

## 11., Simmering

XI. Simmering

Albern
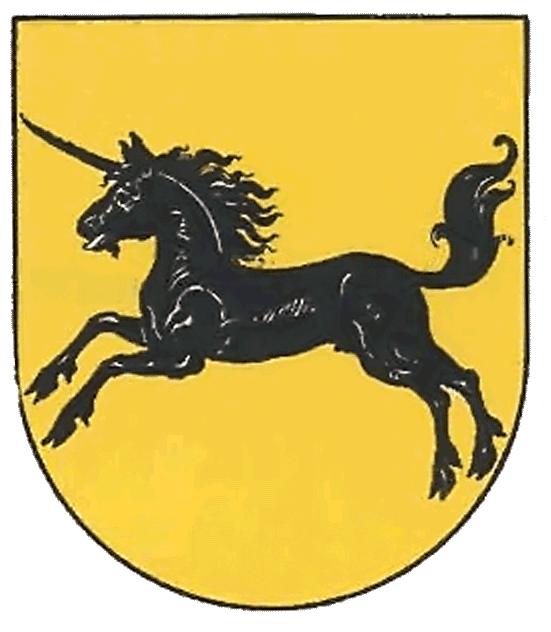
Kaiserebersdorf
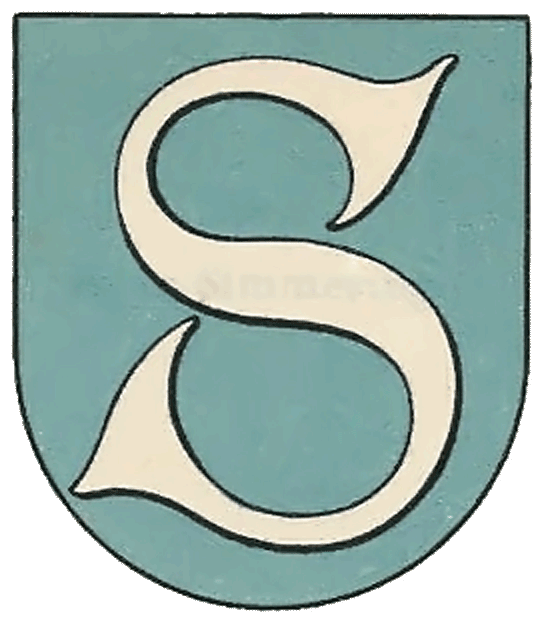
Simmering

## 12., Meidling

XII. Meidling

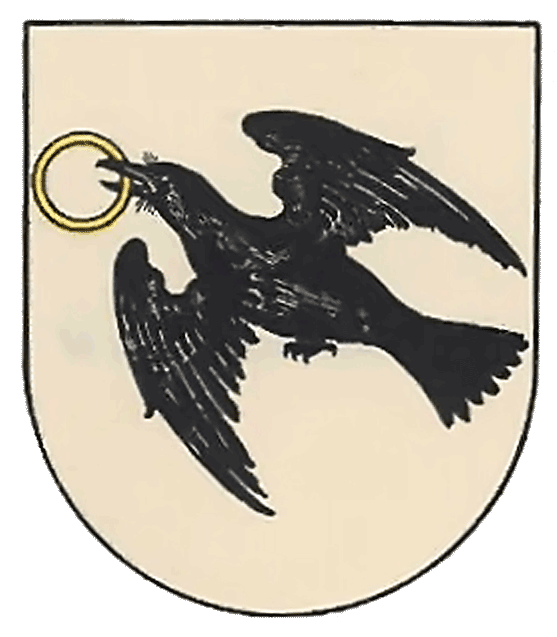
Altmannsdorf
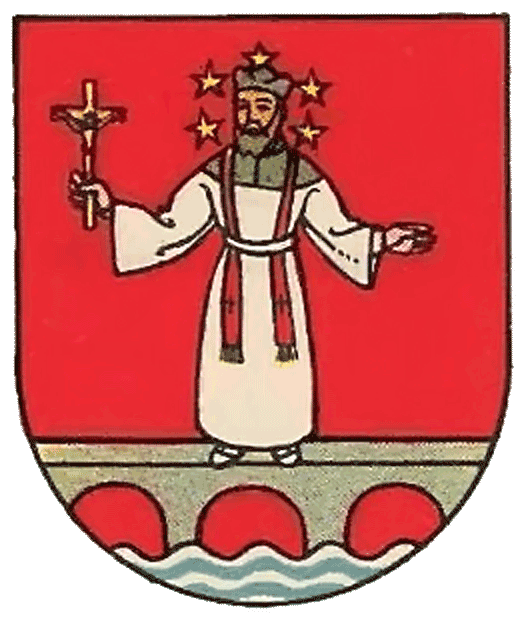
Gaudenzdorf
Hetzendorf
Obermeidling
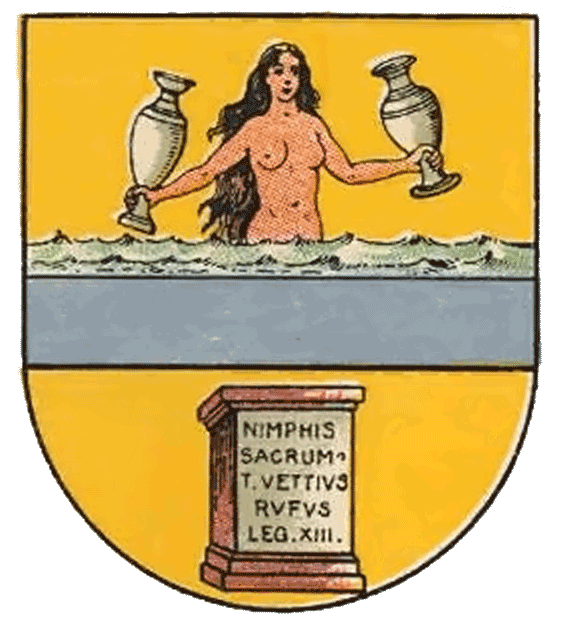
Untermeidling

## 13., Hietzing

XIII. Hietzing

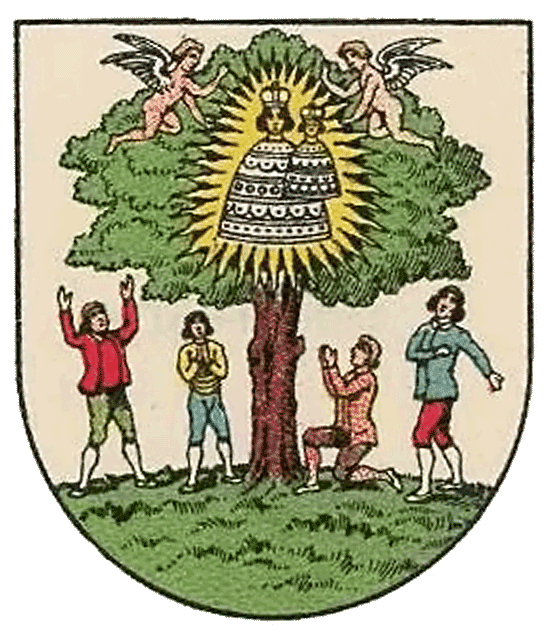
Hietzing
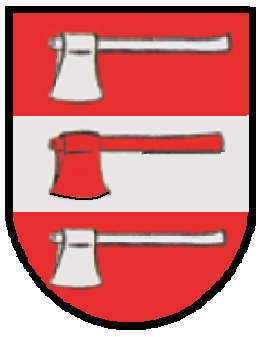
Hacking
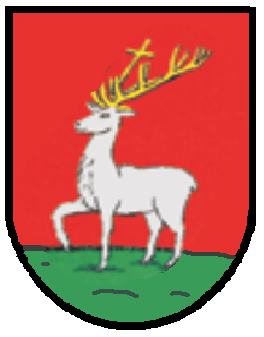
Lainz
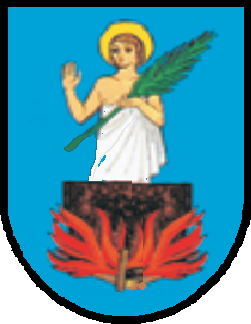
Ober und Unter Sankt Veit
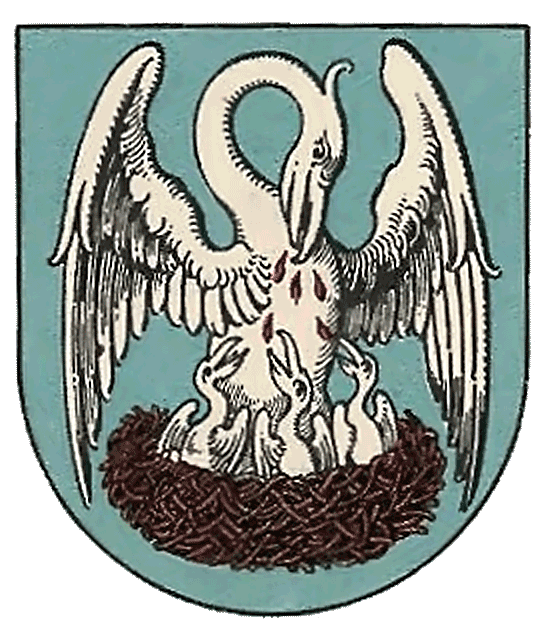
Speising

## 14., Penzing

XIV. Penzing

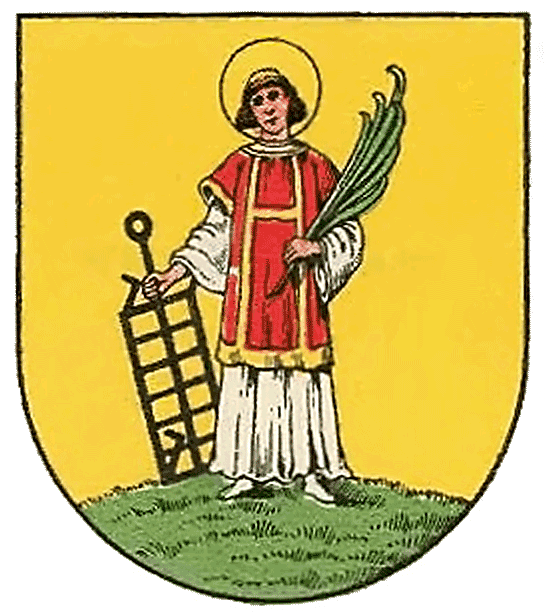
Breitensee
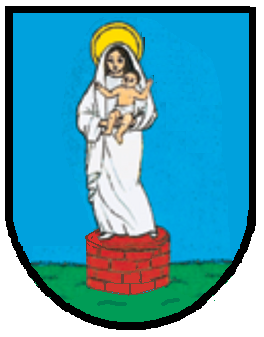
Hadersdorf-Weidlingau
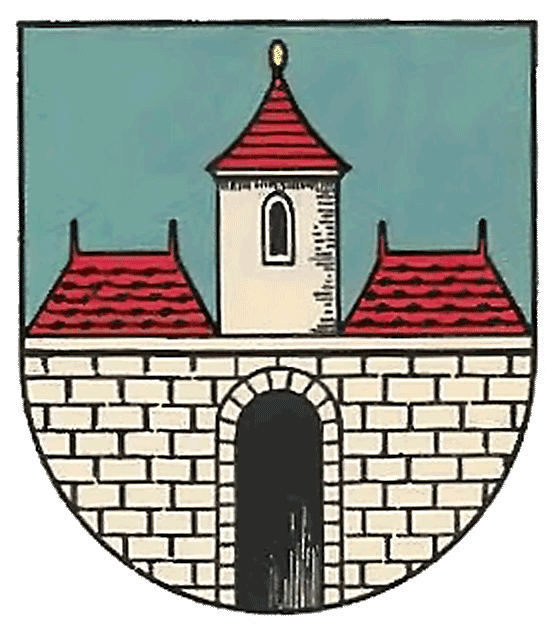
Hütteldorf
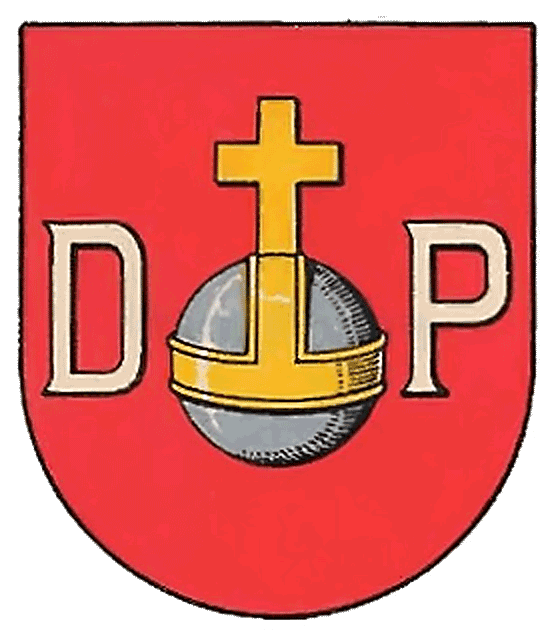
Penzing

## 15., Rudolfsheim-Fünfhaus

XV. Rudolfsheim-Fünfhaus

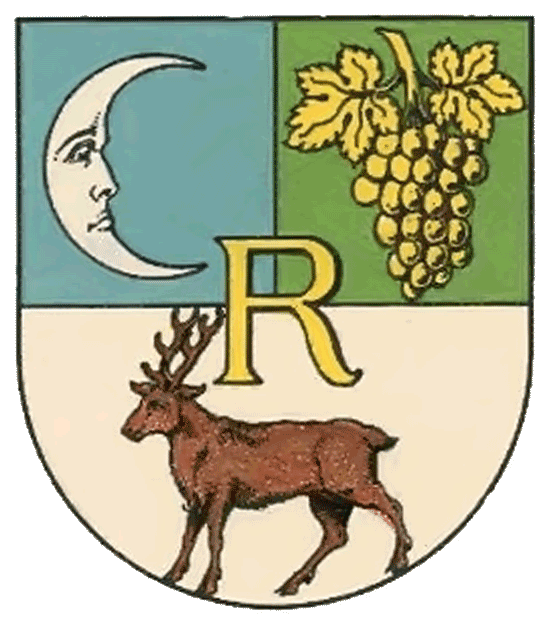
Rudolfsheim
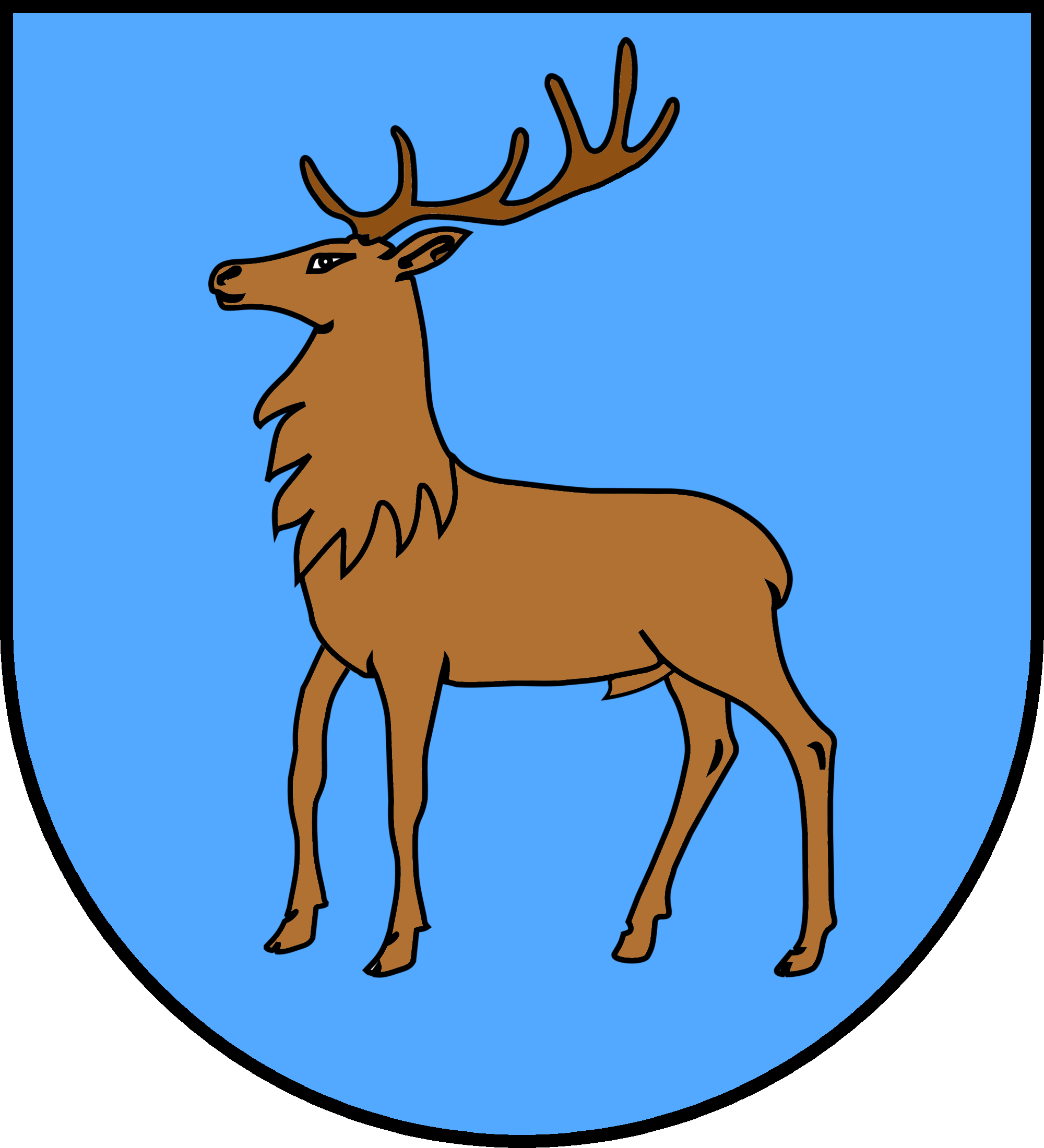
Braunhirschen (zu Rudolfsheim)
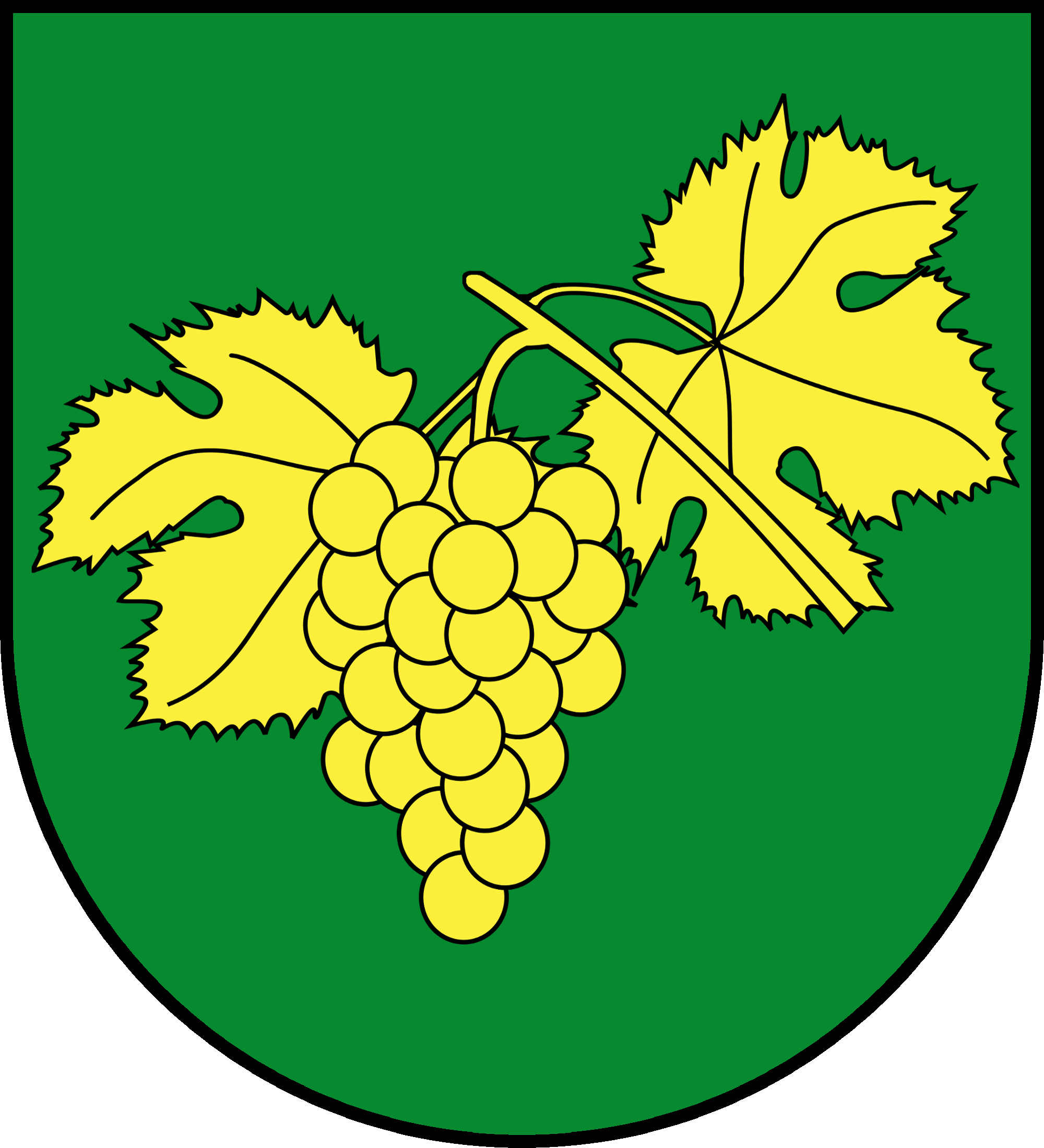
Reindorf (zu Rudolfsheim)
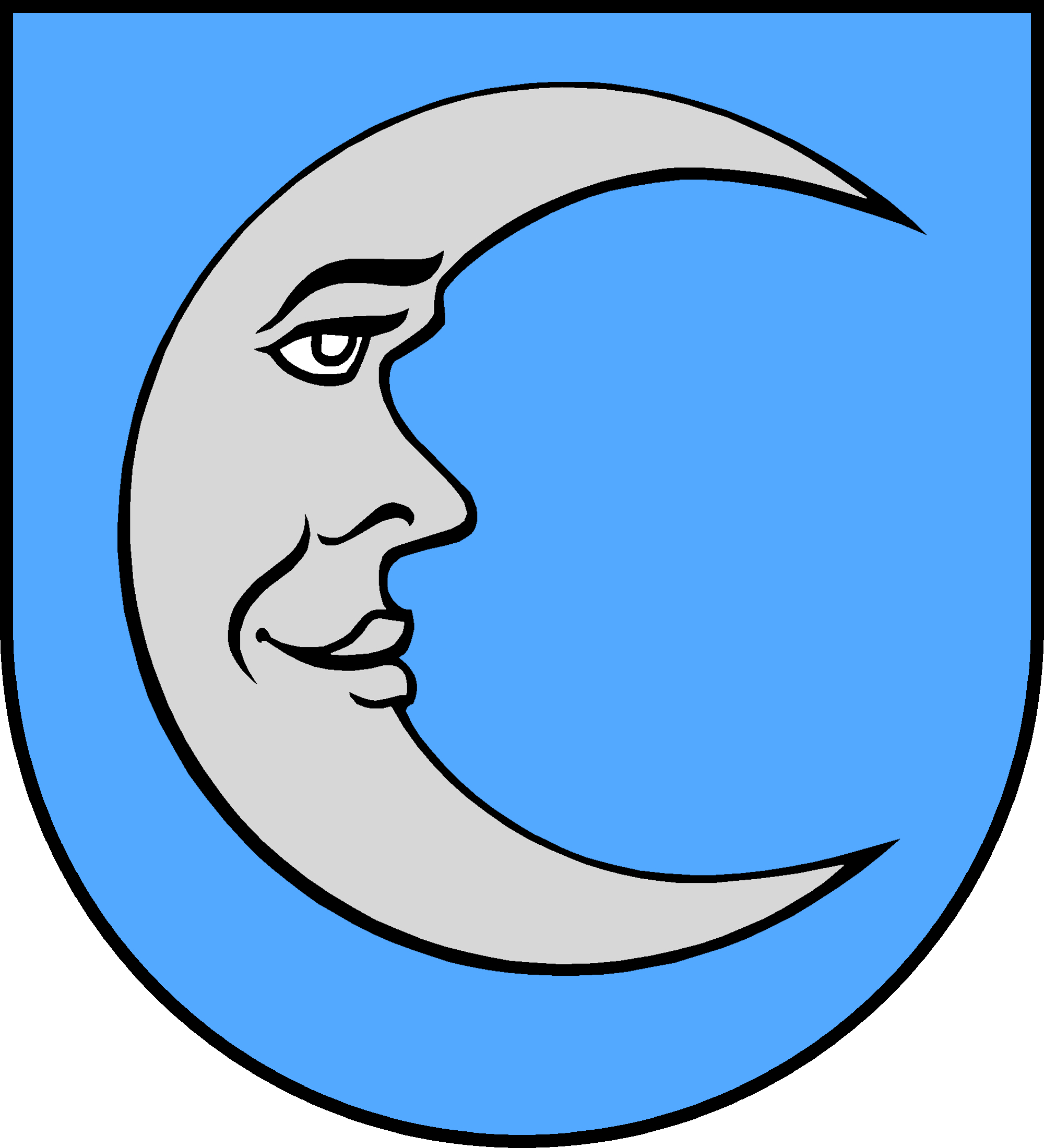
Rustendorf (zu Rudolfsheim)
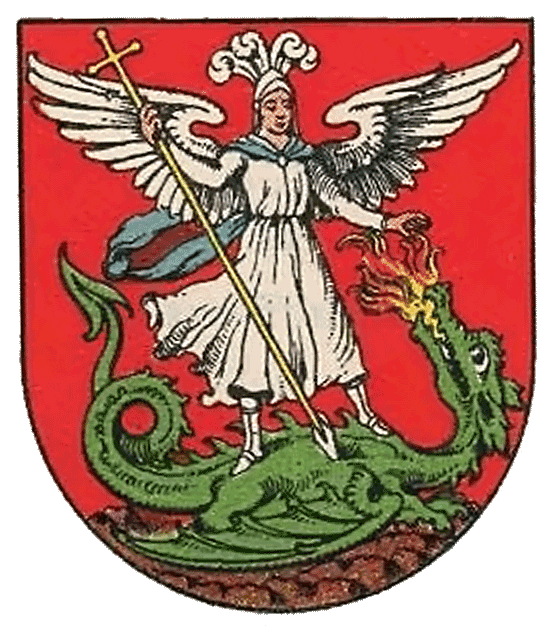
Fünfhaus
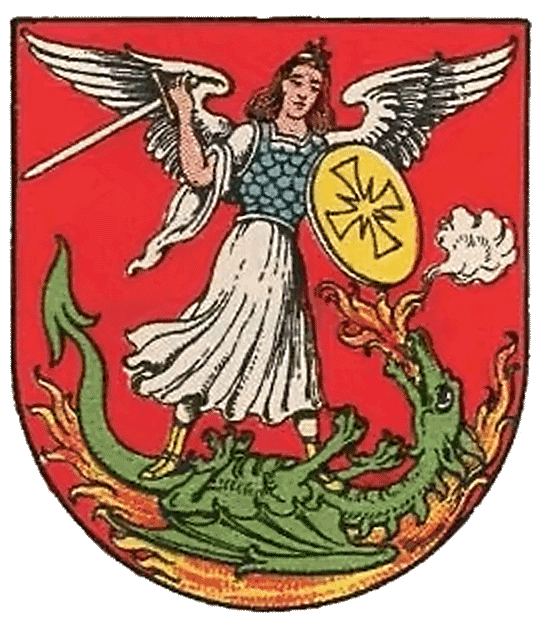
Sechshaus

## 16., Ottakring

XVI. Ottakring

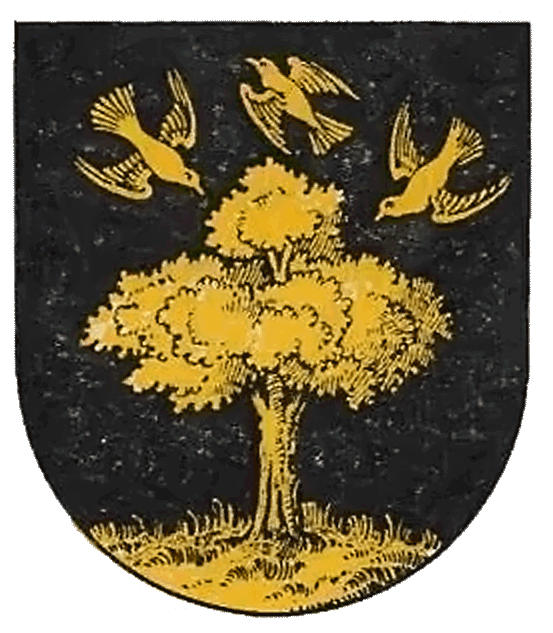
Neulerchenfeld
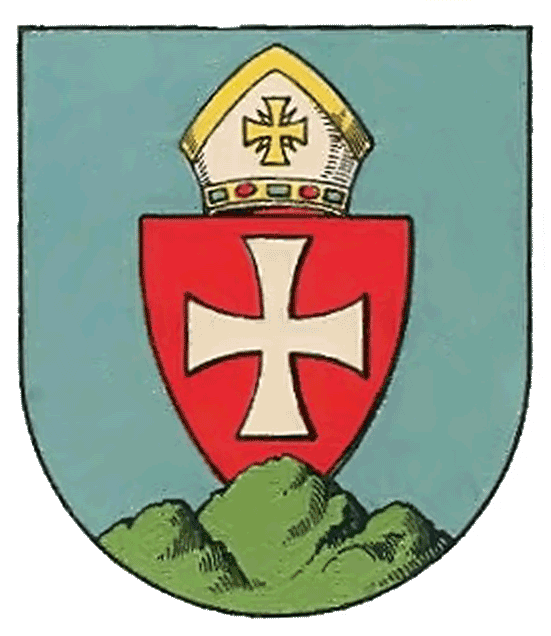
Ottakring

## 17., Hernals

XVII. Hernals

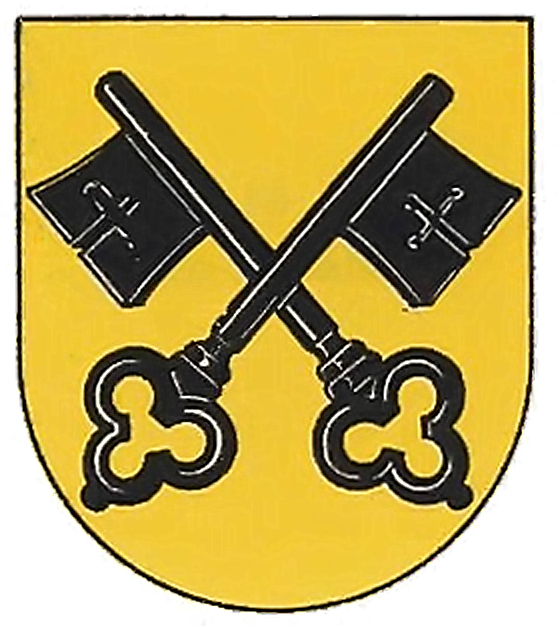
Dornbach
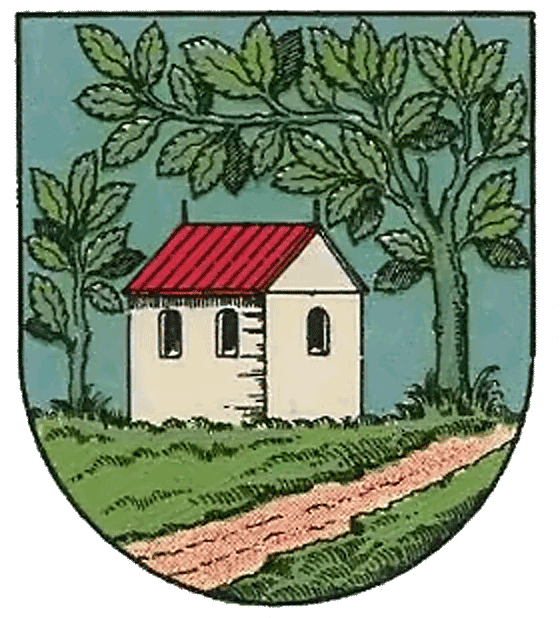
Neuwaldegg
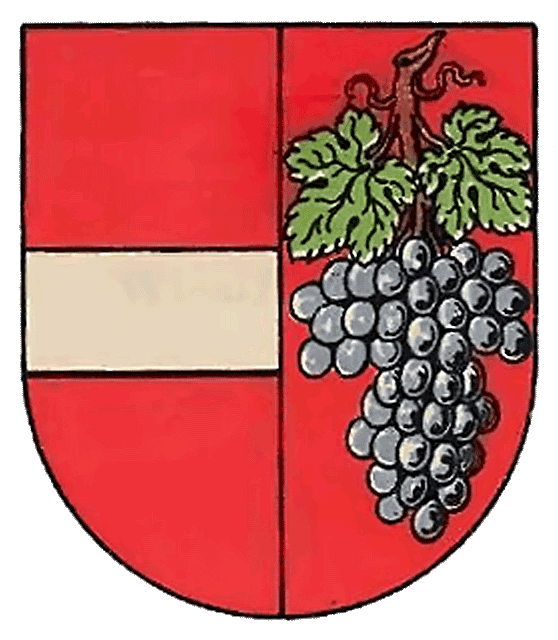
Hernals

## 18., Währing

XVIII. Währing

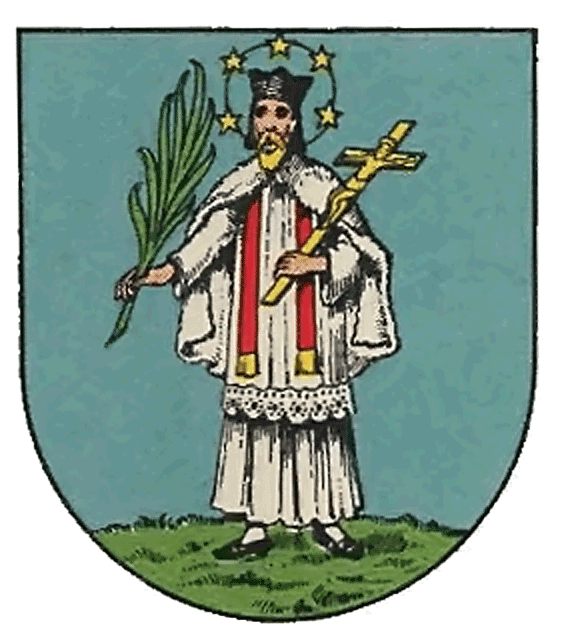
Gersthof
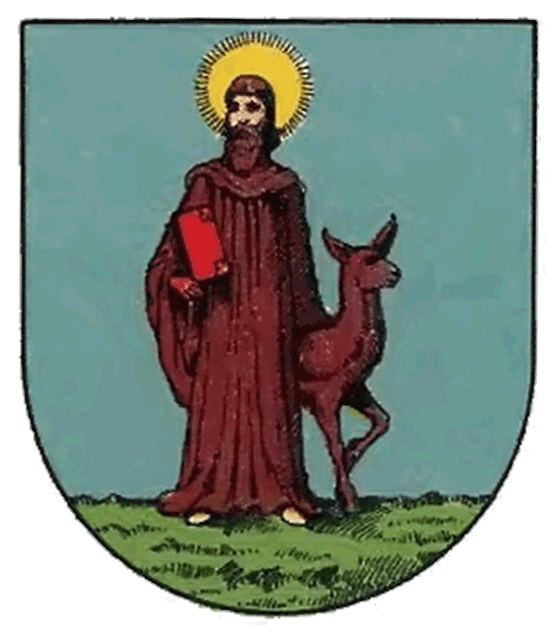
Pötzleinsdorf
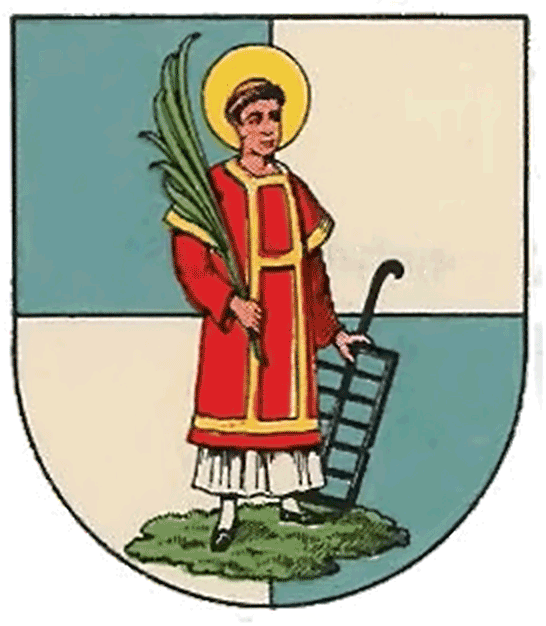
Währing
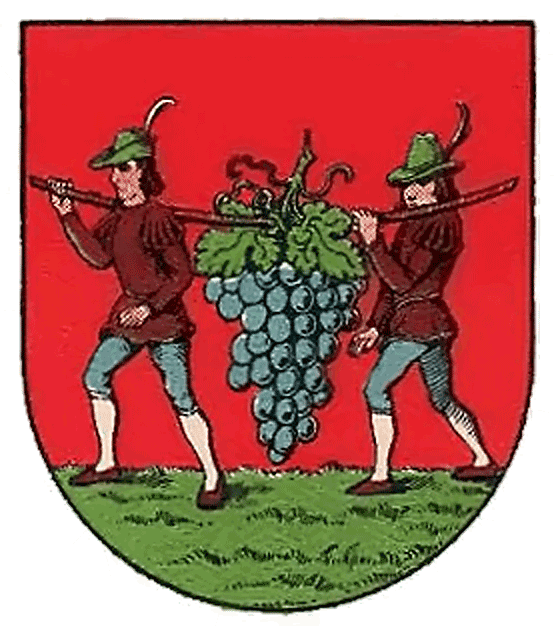
Weinhaus

## 19., Döbling

XIX. Döbling

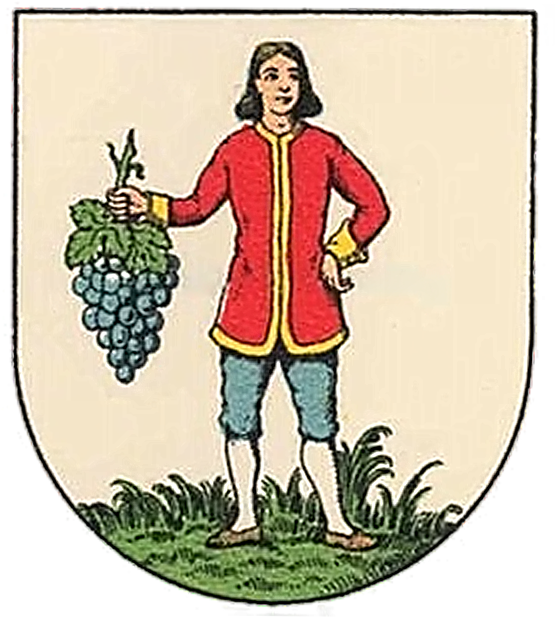
Grinzing
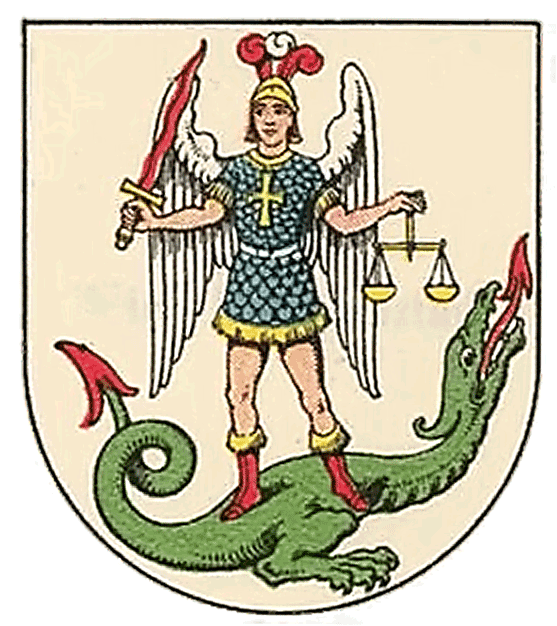
Heiligenstadt
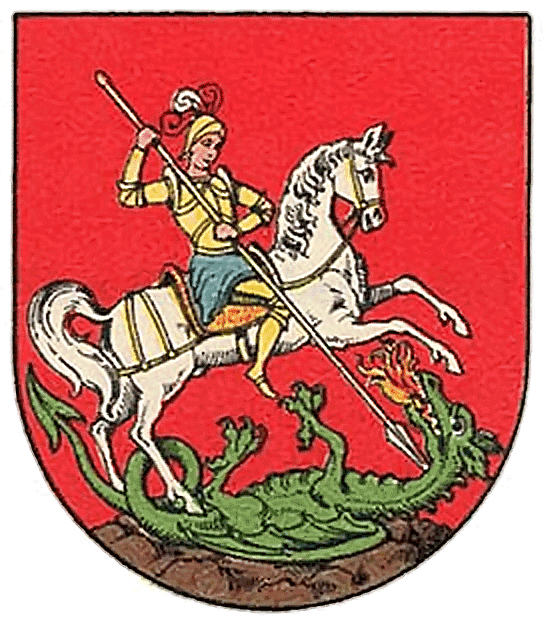
Kahlenbergerdorf
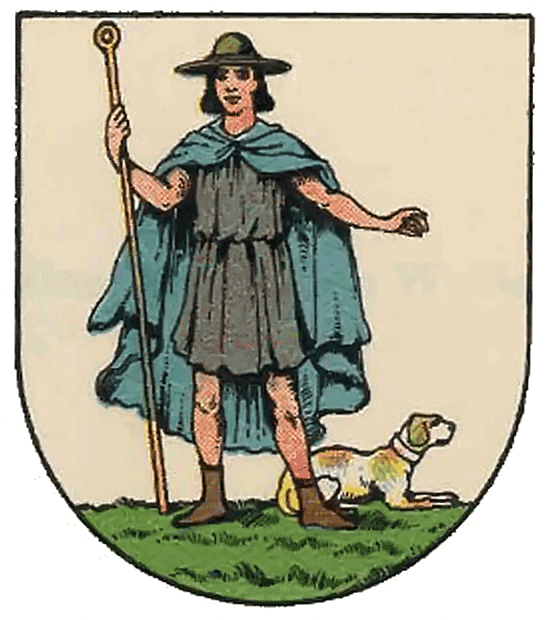
Neustift am Walde
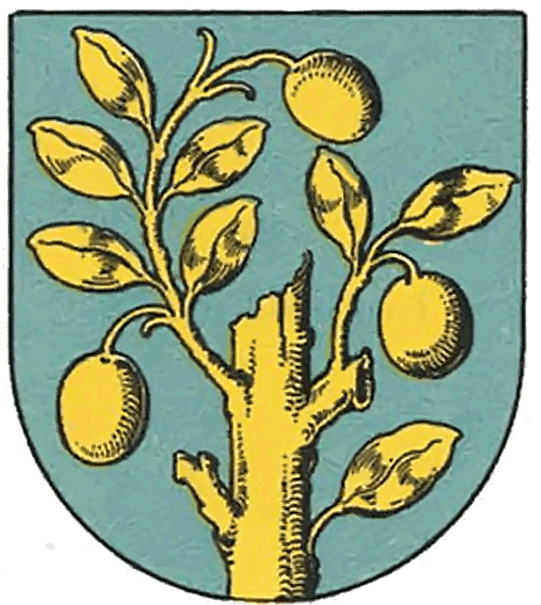
Nussdorf
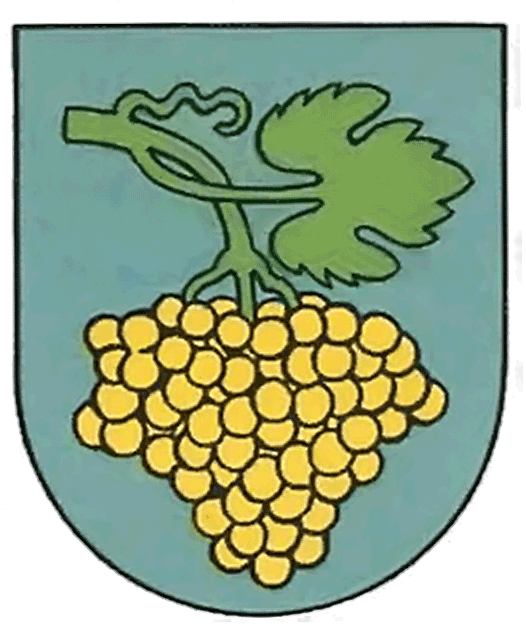
Oberdöbling
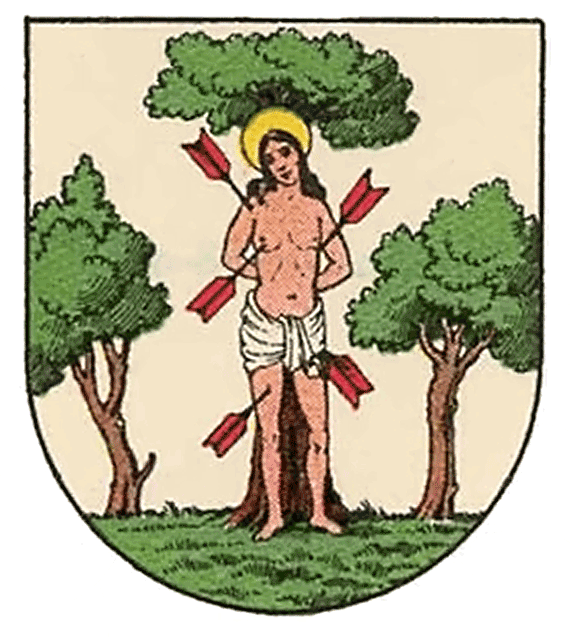
Salmannsdorf
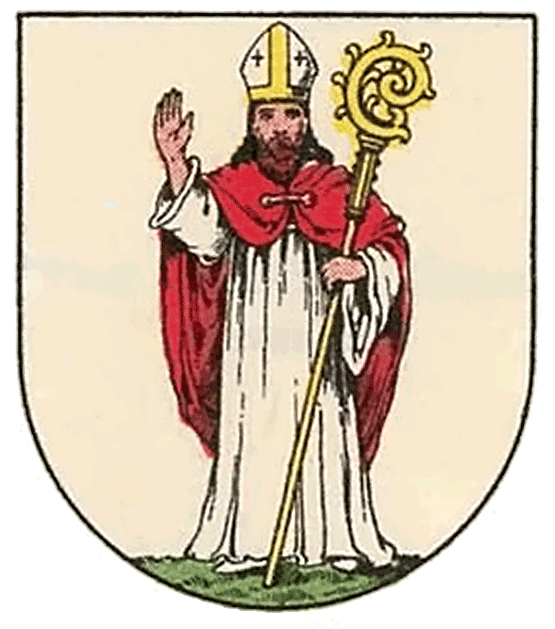
Sievering
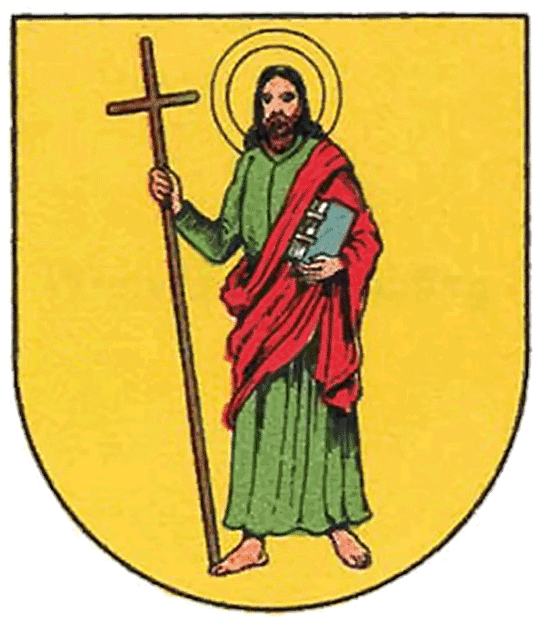
Unterdöbling

## 20., Brigittenau

XX. Brigittenau

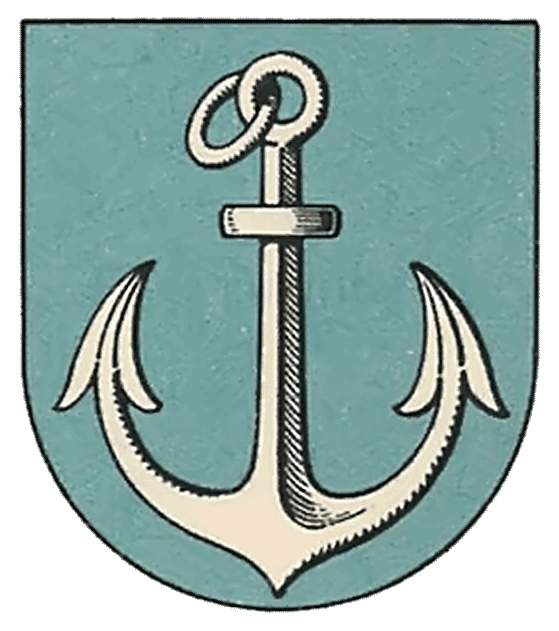
Brigittenau
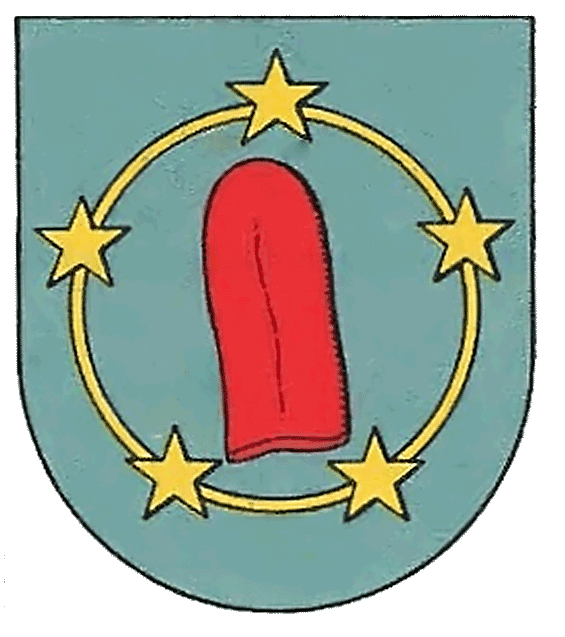
Zwischenbrücken

## 21., Floridsdorf

XXI. Floridsdorf

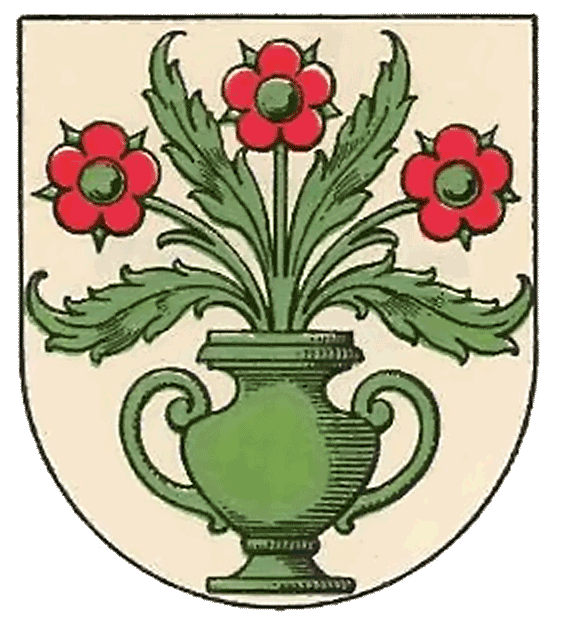
Floridsdorf
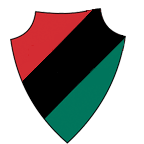
Donaufeld
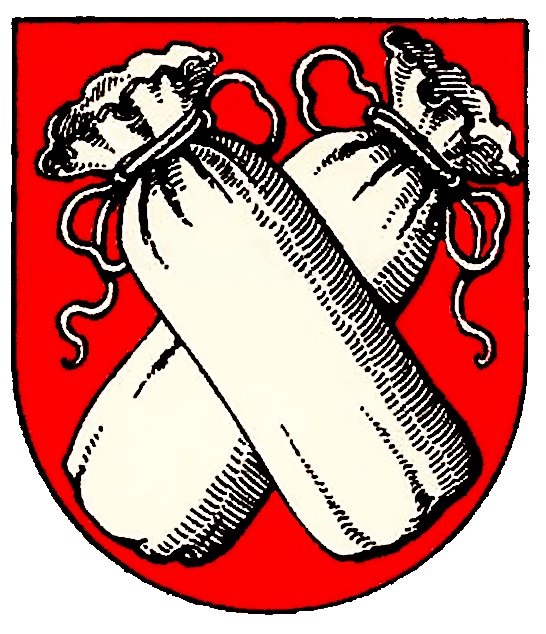
Großjedlersdorf
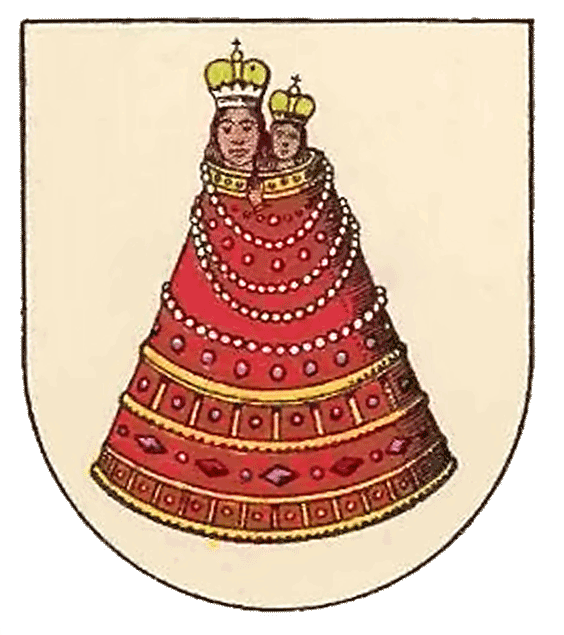
Jedlesee
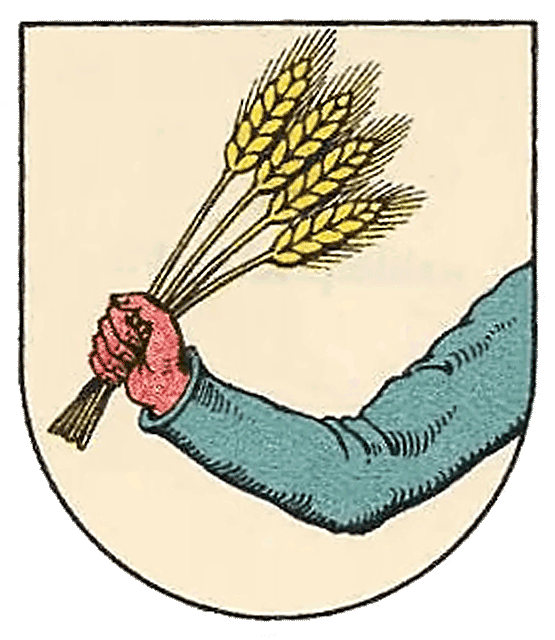
Leopoldau
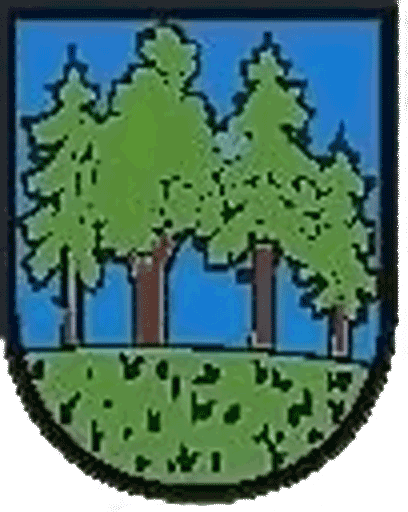
Stammersdorf
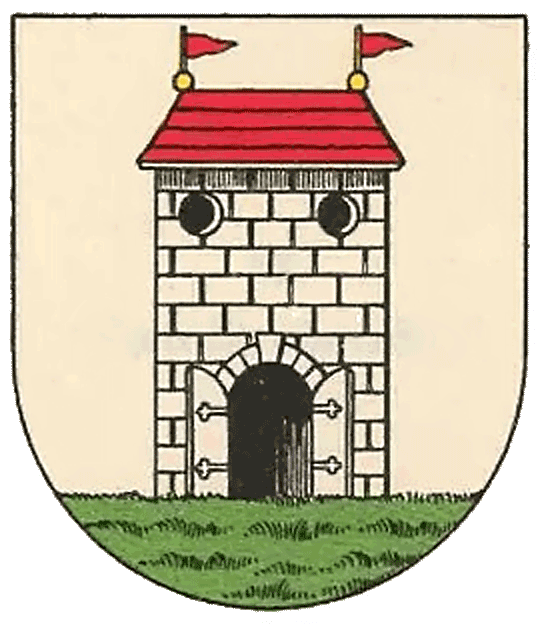
Strebersdorf

## 22., Donaustadt

XXII. Donaustadt

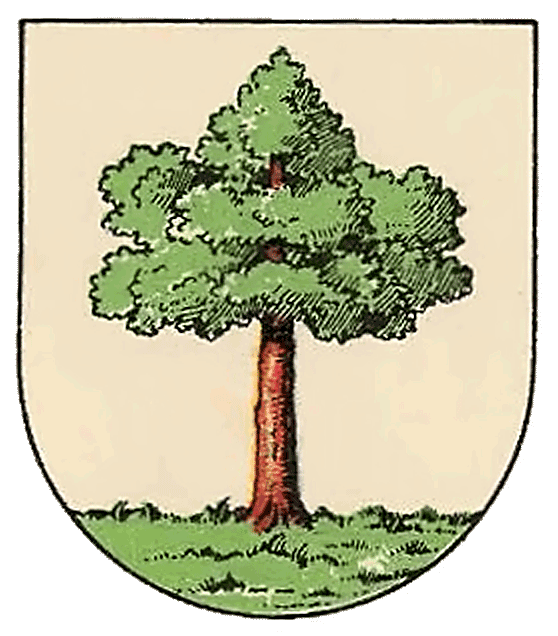
Aspern
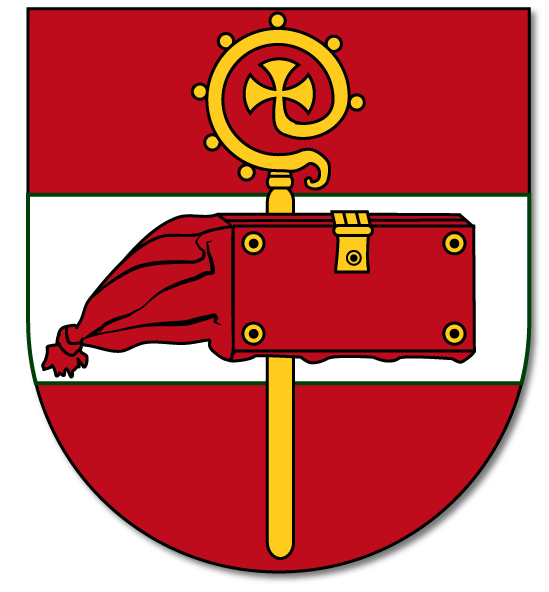
Breitenlee
Essling
Hirschstetten
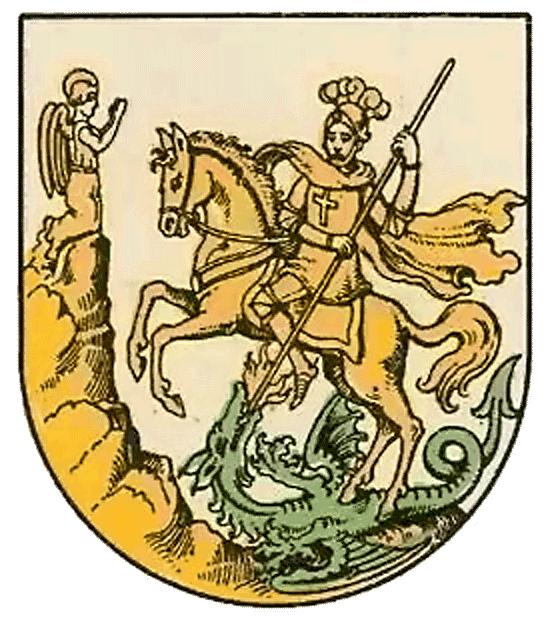
Kagran
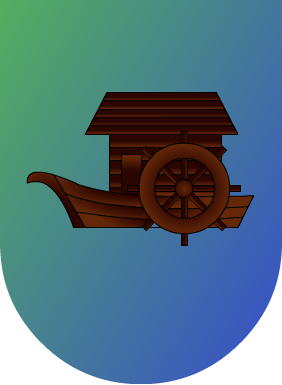
Kaisermühlen (nachgezeichnet)
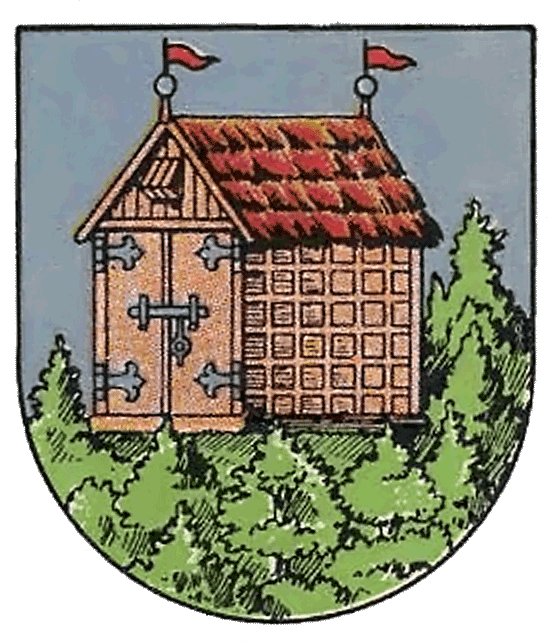
Stadlau
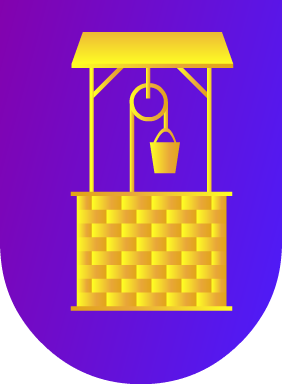
Süßenbrunn (nachgezeichnet)

## 23., Liesing

XXIII. Liesing, neues Wappen
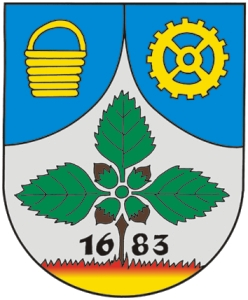
XXIII. Liesing, altes Wappen

Atzgersdorf
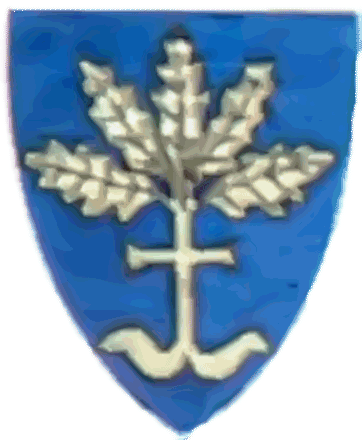
Erlaa (schlechte Auflösung)
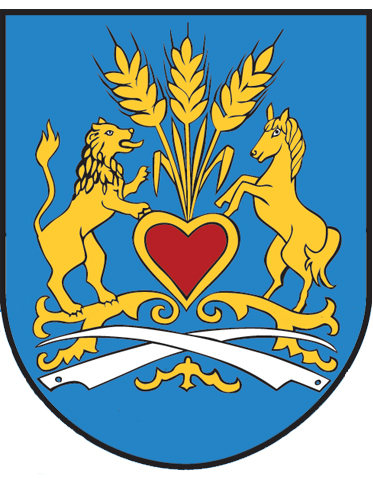
Inzersdorf
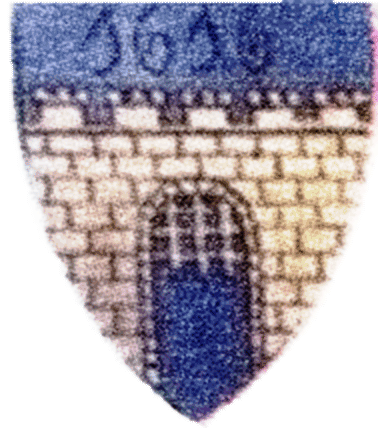
Kalksburg (schlechte Auflösung)
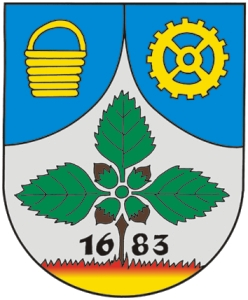
Liesing
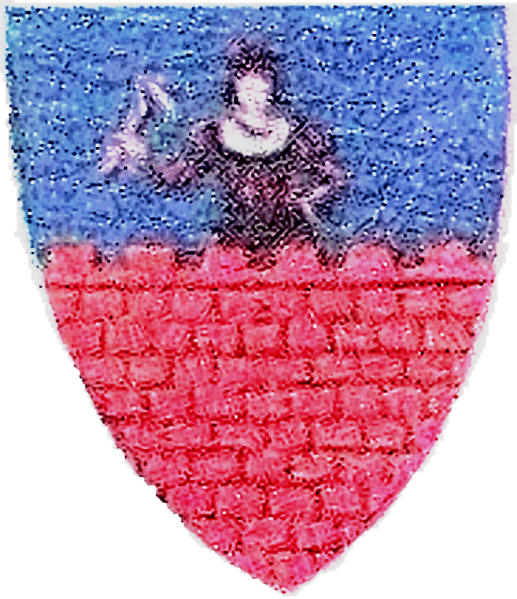
Mauer (schlechte Auflösung)
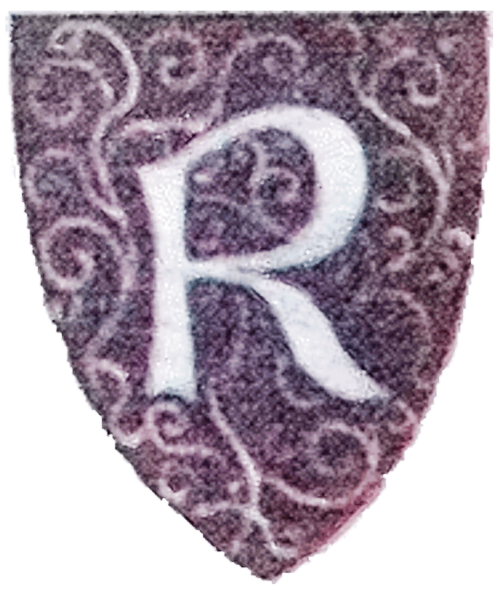
Rodaun (schlechte Auflösung)
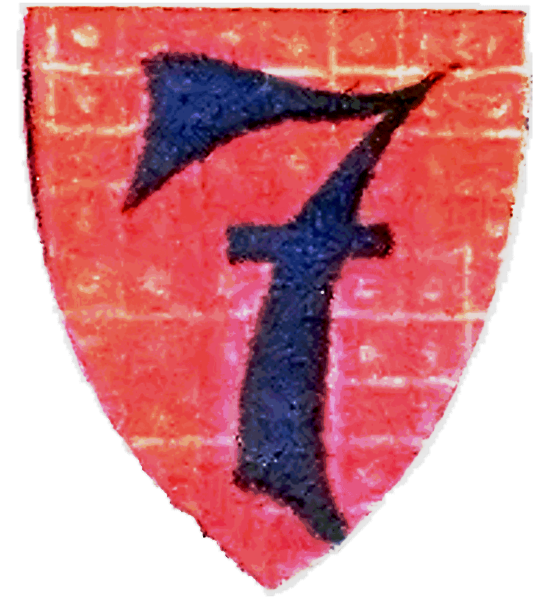
Siebenhirten (schlechte Auflösung)